# نظام آي بي إم 360
يُعدّ نظام آي بي إم/360 (S/360) عائلة من أنظمة الحاسوب المركزي أعلنت عنها آي بي إم في 7 أبريل 1964، وتم تسليمها بين عامي 1965 و1978. كان نظام/360 أول عائلة من الحواسيب صُممت لتغطية كل من التطبيقات التجارية والعلمية، ولمجموعة كاملة من الاستخدامات من الصغيرة إلى الكبيرة. ميّز التصميم بين معمارية الحاسوب والتنفيذ، مما سمح لشركة آي بي إم بإطلاق مجموعة من التصاميم المتوافقة بأسعار مختلفة. جميع الأنظمة، ما عدا القليلة الأعلى ثمناً والأقل توافقاً، تستخدم نص برمجي صغري لتنفيذ مجموعة التعليمات، وتتميّز بعنوانية البايت وفق معمارية 8 بت، ودعم العمليات الحسابية بالنقطة الثابتة الثنائية والعشرية، بالإضافة إلى حسابات الفاصلة المتحركة من آي بي إم. وقد قدّمت عائلة نظام/360 تقنية الدوائر المنطقية الصلبة (SLT) من آي بي إم، التي أتاحت تجميع عدد أكبر من الترانزستورات على بطاقة الدائرة الواحدة، مما أتاح إنتاج حواسيب أقوى وأصغر حجمًا.
كان المهندس الرئيسي لنظام/360 هو جين أمدال، وأدار المشروع فريد بروكس، تحت إشراف رئيس مجلس الإدارة توماس واتسون الابن. وقد تولّى جون آر. أوبل، أحد مساعدي واتسون، الإشراف على الإطلاق التجاري لعائلة نظام/360 في عام 1964.
أبطأ نموذج من نظام/360 تم الإعلان عنه في 1964، آي بي إم، كان بإمكانه تنفيذ ما يصل إلى 34,500 تعليمة في الثانية، بذاكرة تتراوح بين 8 إلى 64 بايت. أما النماذج عالية الأداء فقد جاءت لاحقًا؛ ففي عام 1967، تمكن آي بي إم من تنفيذ ما يصل إلى 16.6 مليون تعليمة في الثانية.
أما النماذج الأكبر من 360 فقد كانت قادرة على امتلاك ما يصل إلى 8 بايت من تخزين بيانات الحاسوب، رغم أن وجود هذا الكم من الذاكرة كان نادرًا؛ حيث قد يحتوي التثبيت الكبير على ذاكرة رئيسية بسعة لا تتجاوز 256 كيلوبايت، لكن كان من الشائع وجود 512 كيلوبايت أو 768 كيلوبايت أو 1024 كيلوبايت. كما كانت تتوفر بعض النماذج بذاكرة أبطأ (زمن وصول 8 ميكروثانية) بسعة تصل إلى 8 ميغابايت.
حقق نظام آي بي إم 360 نجاحًا باهرًا، حيث أتاح للعملاء شراء نظام أصغر مع العلم أنهم يستطيعون توسيعه لاحقًا إذا زادت احتياجاتهم، دون الحاجة إلى إعادة برمجة البرمجيات التطبيقية أو استبدال الأجهزة الطرفية. وقد أثّر على تصميم الحواسيب لسنوات لاحقة، ويُعتبر من أنجح الحواسيب في التاريخ. ولا تزال التوافقية على مستوى التطبيقات (مع بعض القيود) لبرمجيات نظام/360 محفوظة حتى اليوم في خوادم آي بي إم الرئيسية.

## تاريخ نظام/360

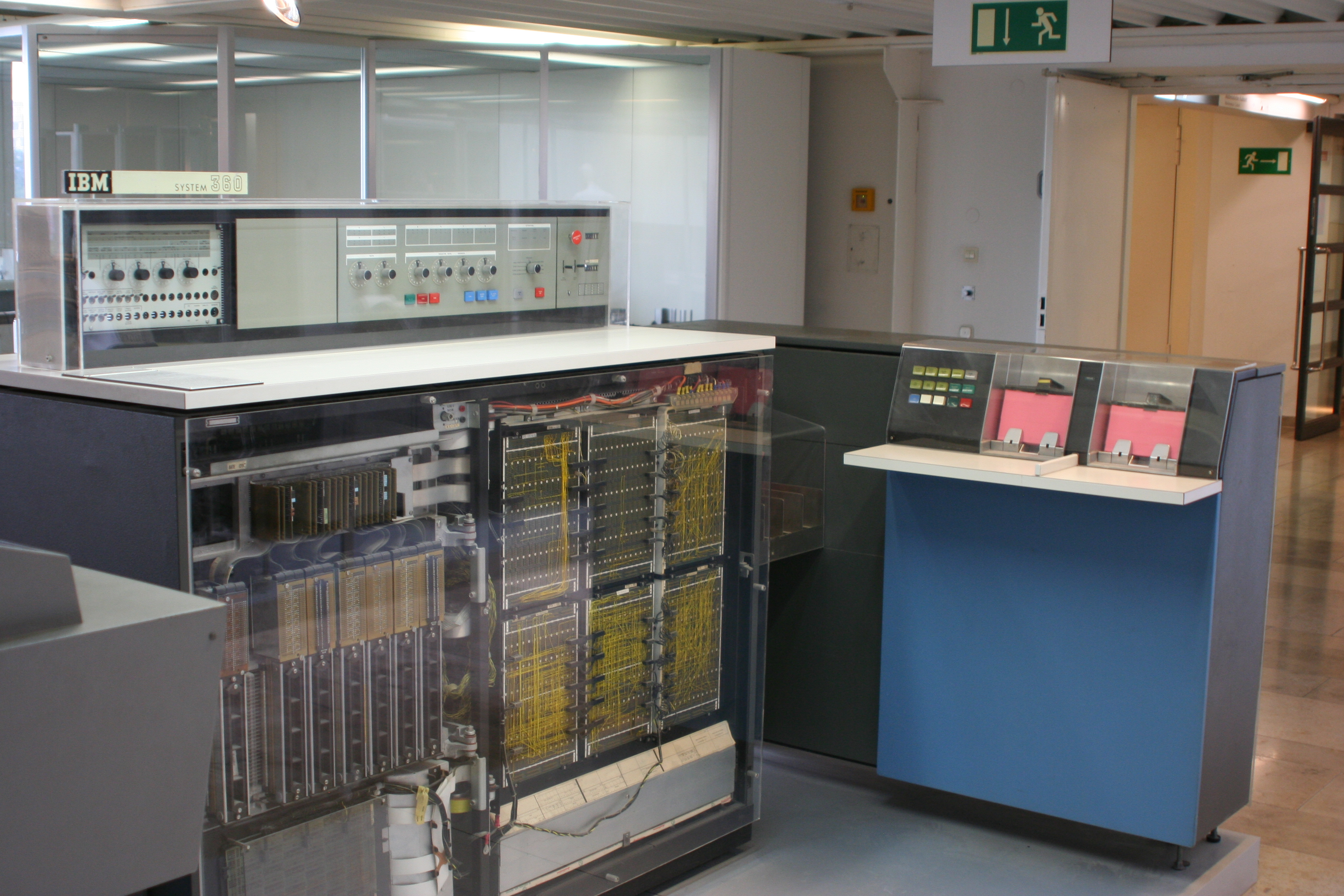
وحدة المعالجة المركزية لنظام نظام آي بي إم 360 الطراز 20 بعد إزالة اللوحات الأمامية، مع جهاز آي بي إم 2560 إم في سي إم (آلة بطاقات متعددة الوظائف)

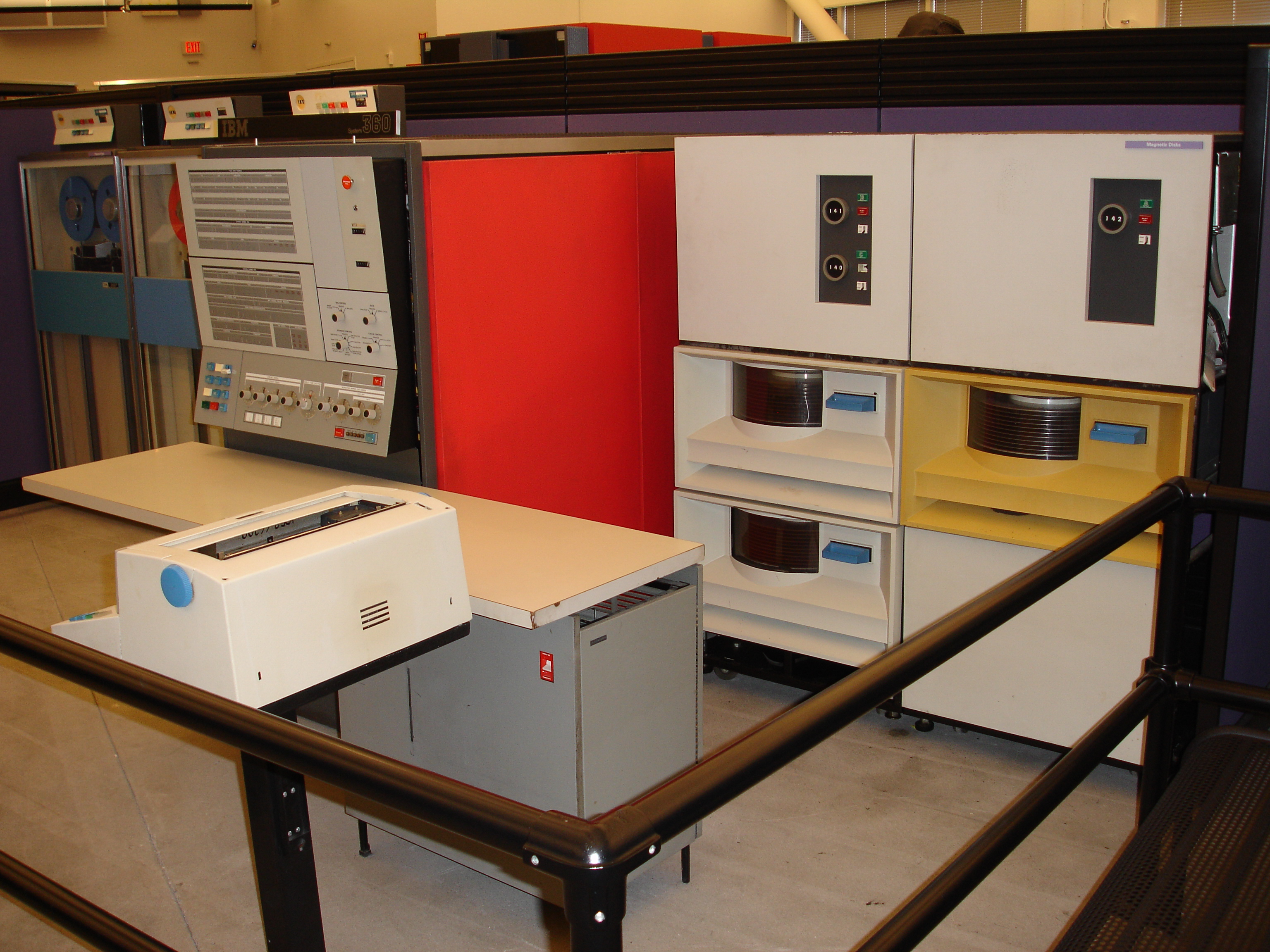
وحدة المعالجة المركزية لنظام نظام آي بي إم 360 الطراز 30 (باللون الأحمر، في منتصف الصورة)، مشغلات الأشرطة إلى اليسار، وأقراص التخزين إلى اليمين، في متحف تاريخ الحاسوب

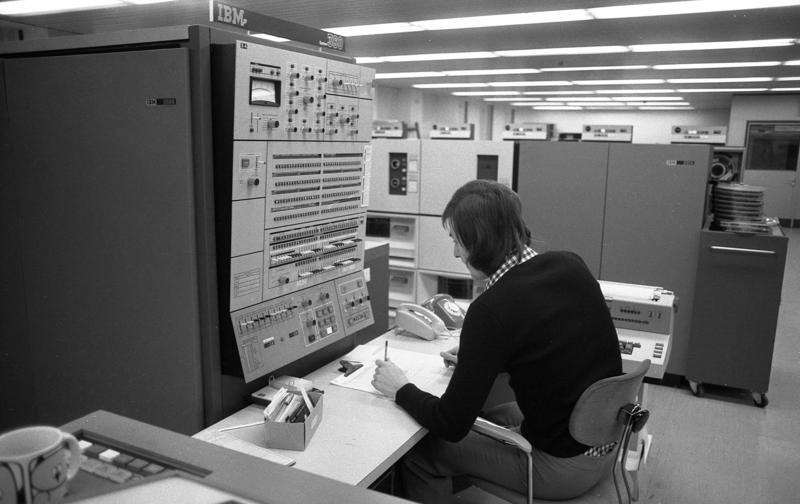
وحدة المعالجة المركزية لنظام نظام آي بي إم 360 الطراز 50، وحدة تحكم المشغل، ومكونات طرفية في شركة فولكس فاغن

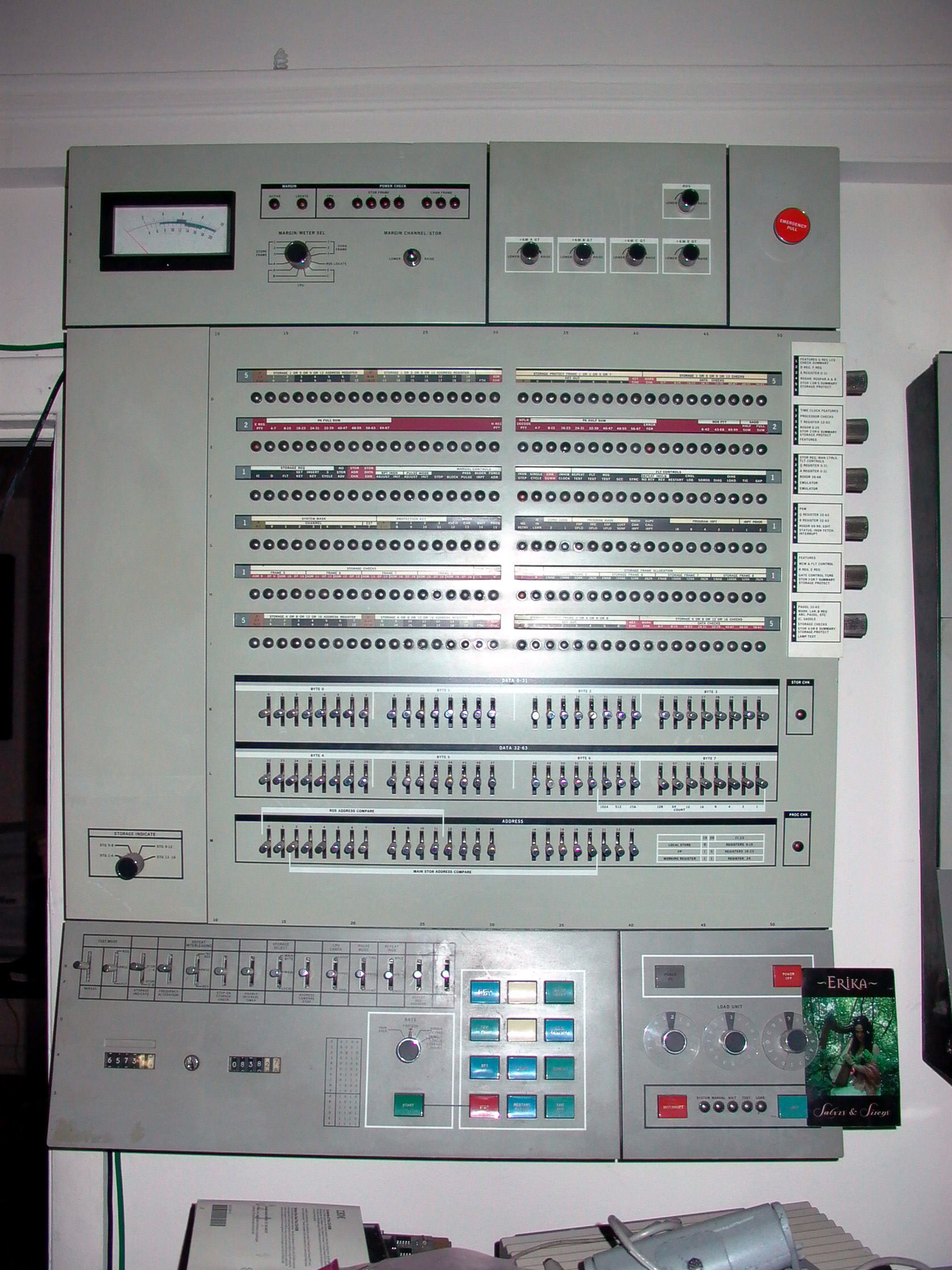
طرفية المشغّل لنظام/360 الطراز 65، مع مصابيح سجل المعالج ومفاتيح (في منتصف الصورة) وزر "السحب في حالات الطوارئ" (في الزاوية اليمنى العليا)

### الخلفية
بحلول أوائل ستينيات القرن العشرين، كانت شركة آي بي إم تواجه صعوبة في دعم وتحديث خمس مجموعات منفصلة من الحواسيب. كانت كل مجموعة موجهة إلى شريحة مختلفة من السوق، وكانت مختلفة تمامًا عن بعضها البعض. فالعميل الذي اشترى آلة لأغراض المحاسبة، مثل آي بي إم 1401، ثم أراد شراء آلة للحسابات الهندسية، مثل آي بي إم 7040، لم يكن لديه سبب لاختيار آي بي إم مجددًا — إذ إن الطراز 7040 لم يكن متوافقًا مع 1401، وكأنهما من شركتين مختلفتين. وكان العملاء يشعرون بالإحباط لأن التحسينات البسيطة في الأداء كانت تتطلب استثمارات ضخمة، غالبًا شراء أجهزة وبرامج جديدة كليًا.
في عام 1961، جمعت آي بي إم فريقًا لدراسة تطوراتها في الستينيات، أُطلق عليه اسم سبريد (بالإنجليزية: SPREAD)، اختصارًا لـ "البرمجة النظمية، البحث، الهندسة والتطوير". وخلال اجتماعات عُقدت في فندق نيو إنجلاندر موتور بمدينة غرينيتش، طور الفريق مفهومًا جديدًا للجيل القادم من أجهزة آي بي إم. في ذلك الوقت، بدأت تقنيات جديدة بالظهور، منها استبدال الترانزستورات المنفردة بالدوائر المتكاملة، والانتقال من الكلمة ذات 6-بت إلى البايت ذي 8-بت. وكانت هذه الخطوات تمثل بداية ظهور الجيل الثالث من الحواسيب، لدى جميع المصنعين الحاليين.
ما ميز مشروع سبريد عن المفاهيم السابقة هو ما سيشمله من خصائص. بدلًا من تصميم أجهزة موجهة لقطاعات سوقية مختلفة، جاء المفهوم الجديد ليكون اتحادًا شاملًا لجميع تلك التصاميم. فمجموعة التعليمات الواحدة (ISA) تضمنت تعليمات للحسابات الثنائية، وحسابات الفاصلة المتحركة، والحسابات العشرية المرمزة ثنائيًا، ومعالجة السلاسل النصية، والتحويل بين مجموعات الأحرف (وكانت قضية رئيسية قبل الانتشار الواسع لـأسكي)، إلى جانب دعم واسع للتعامل مع الملفات، من بين ميزات أخرى.
وهذا كان يعني أن آي بي إم على وشك تقديم خط جديد آخر من الأجهزة، غير متوافق مجددًا مع الأجهزة السابقة. لكن الأنظمة الجديدة كانت قادرة على تشغيل جميع البرامج التي كانت تتطلب سابقًا أجهزة مختلفة. وكان من المخاوف أن يقوم العملاء، في مواجهة شراء منصة جديدة وغير متوافقة، باللجوء إلى شركة أخرى. ومع ذلك، حاز المفهوم على دعم متزايد، وبعد ستة أشهر من تشكيل الفريق، قررت الشركة تنفيذ مفهوم سبريد.
تَمَّ تنظيم فريق جديد بقيادة بوب إيفانز، الذي أقنع شخصيًا المدير التنفيذي توماس واتسون الابن بتطوير النظام الجديد. وكان جين أمدال هو المهندس الرئيسي لتصميم الحواسيب، في حين تولى فريد بروكس قيادة مشروع البرمجيات، وقاد إريك بلوخ تطوير تصميمات آي بي إم الخاصة بالدوائر المتكاملة الهجينة، المعروفة باسم تقنية المنطق الصلب.

### مفهوم "العائلة"
كان من شبه المستحيل إنتاج تصميم نظام واحد يدعم جميع هذه الميزات، بسعر مقبول للعملاء ذوي الميزانيات المحدودة، ومع مستوى أداء يرضي العملاء ذوي المتطلبات العالية. وبدلًا من ذلك، اعتمد مفهوم سبريد على فصل مجموعة الميزات المحددة عن طريقة تنفيذها داخليًا، وذلك عبر تقديم عائلة من الحواسيب تختلف في الأداء والتصميم الداخلي.
تحديدًا، بحسب نوع الجهاز، قد لا تُنفذ بعض المكونات مباشرة في العتاد، بل تُنفذ باستخدام برامج صغيرة تُعرف باسم نص برمجي صغري أو «ميكروبرامج». تُخزن هذه البرامج أو الوحدات الفرعية الصغيرة في ذاكرة القراءة فقط (ROM) داخل الجهاز. تستخدم بعض النماذج النص البرمجي الصغري في المعالج المركزي لتنفيذ التعليمات، بينما تستخدم نماذج أخرى العتاد فقط. وتستخدم بعض النماذج نصًا برمجيًا صغريًا يعتمد على سرقة دورة لتنفيذ قنوات الإدخال/الإخراج في وحدة المعالجة، بينما تستخدم نماذج أخرى العتاد فقط في وحدات منفصلة. ويُعرف هذا النهج اليوم باسم نص برمجي صغري.
وهذا يعني أن خطًا واحدًا من الأجهزة يمكن أن يحتوي على نماذج مصممة لتناسب شرائح الأداء والسعر التي كانت تتطلب سابقًا أنظمة حاسوبية منفصلة كليًا، حيث كان كل نظام يستخدم برمجيات خاصة به. وقد ساعدت هذه المرونة على خفض حواجز الدخول بشكل كبير. ففي حين كان على عملاء الشركات الأخرى الاختيار بين أجهزة قد تصبح غير كافية مستقبلًا، أو أجهزة تفوق حاجتهم وتكلفتهم، كان كثيرون ببساطة لا يشترون الحواسيب. الآن، يمكن للعميل شراء جهاز يلبي حاجة معينة، مع معرفة إمكانية الترقية إلى طراز آخر لاحقًا مع تغير احتياجاته، دون فقدان الدعم للبرامج التي يستخدمها مسبقًا.
فعلى سبيل المثال، في حالة شركة اشترت نظامًا محاسبيًا وأرادت الآن توسيع استخدام الحاسوب ليشمل التطبيقات الهندسية، كان بإمكانها تطوير واختبار برنامجها الهندسي على الجهاز ذاته المستخدم حاليًا. وإذا احتاجت لاحقًا أداءً أعلى، يمكنها ببساطة شراء جهاز يدعم حسابات الفاصلة المتحركة عتاديًا، مع العلم بأن لا شيء آخر سيتغير سوى سرعة التنفيذ. ويمكن استخدام نفس الأجهزة الطرفية، مثل كتابة بيانات من النظام الهندسي إلى شريط مغناطيسي، ثم طباعتها باستخدام طابعة سطرية عالية السرعة متصلة بالفعل بنظام المحاسبة. أو قد تستبدل النظام المحاسبي بجهاز ذي أداء كافٍ لتشغيل كلا المهمتين معًا.
وقد أدى هذا المفهوم، بأن تصميمًا واحدًا يمكنه تلبية جميع الاستخدامات الممكنة، إلى اختيار الاسم "360"، في إشارة إلى 360 درجة في الدائرة، وقد ظهرت الدوائر المكونة من الأجهزة والمكونات بشكل بارز في إعلانات آي بي إم.

### النماذج
أعلنت شركة آي بي إم في البداية عن سلسلة من ستة حواسيب وأربعين جهازًا طرفيًا مشتركًا. وفي النهاية، سلمت آي بي إم أربعة عشر نموذجًا، بما في ذلك نماذج نادرة أُنتجت خصيصًا لناسا. وكان أرخص هذه النماذج هو آي بي إم، الذي احتوى على 4096 بايت فقط من ذاكرة مغناطيسية النواة، وثمانية مسجلات بطول 16 بت بدلًا من ستة عشر مسجلًا بطول 32 بت كما في بقية نماذج نظام/360، مع مجموعة تعليمات تُعد مجموعة فرعية من تلك المستخدمة في بقية السلسلة.
شمل الإعلان الأول في عام 1964 النماذج آي بي إم، آي بي إم، آي بي إم، 60، 62، و70. كانت النماذج الثلاثة الأولى موجهة للأنظمة متوسطة إلى منخفضة الأداء، تستهدف سوق آي بي إم. وقد بدأت شحناتها جميعًا في منتصف عام 1965. أما النماذج الثلاثة الأخيرة، التي كان يُفترض أن تحل محل أجهزة آي بي إم، فلم تُشحن أبدًا، واستُبدلت بـآي بي إم وآي بي إم، اللذين أُرسلا أولًا في نوفمبر 1965 ويناير 1966 على التوالي.
شملت الإضافات اللاحقة للفئة المنخفضة الأداء النماذج آي بي إم (1966، ذُكر سابقًا)، آي بي إم (1971)، و25 (1968). احتوى النموذج 20 على عدة طرازات فرعية؛ وكان الطراز الفرعي 5 هو الأعلى أداءً ضمنها. أما النموذج 22 فكان إعادة تدوير للنموذج 30 مع بعض القيود البسيطة: أقصى حد أقل للذاكرة، وقنوات إدخال/إخراج أبطأ، مما حدّ من قدرته على استخدام أجهزة تخزين الشريط والقرص البطيئة والصغيرة فقط مقارنة بالنموذج 30.
أما النموذج آي بي إم (1966) فكان نموذجًا متخصصًا، صُمم للحوسبة العلمية والحوسبة الزمن الحقيقي والتحكم بالعمليات، وقد تميز ببعض التعليمات الإضافية، مع إزالة جميع تعليمات التخزين إلى التخزين وخمس تعليمات معقدة أخرى.

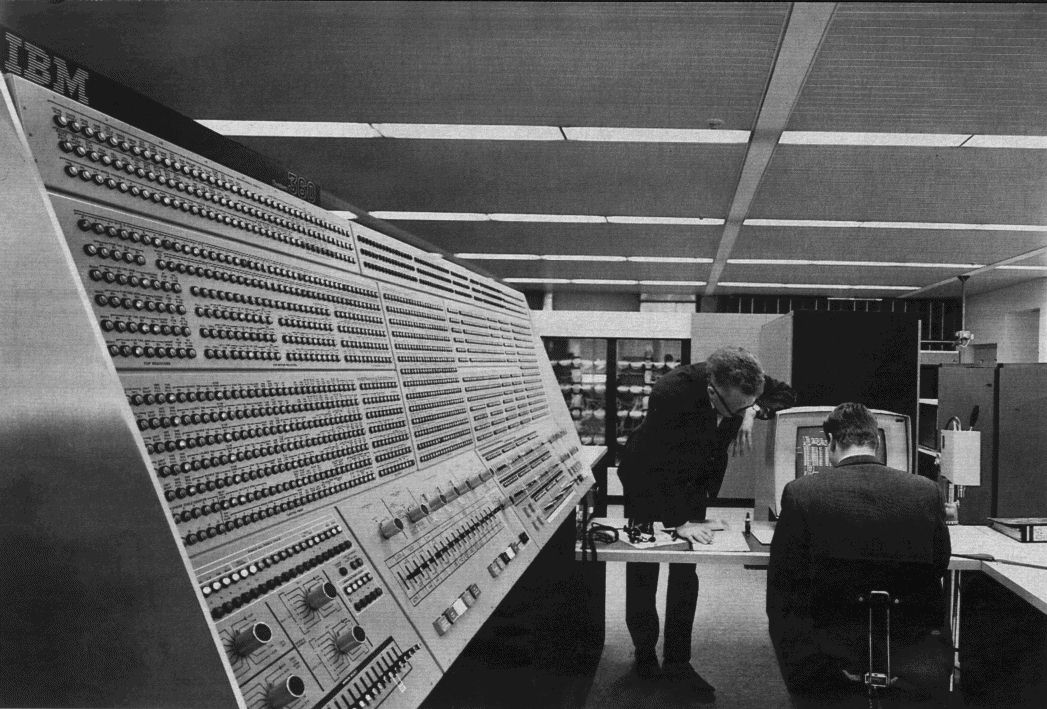
وحدة تشغيل آي بي إم في ناسا، أواخر الستينيات تقريبًا.

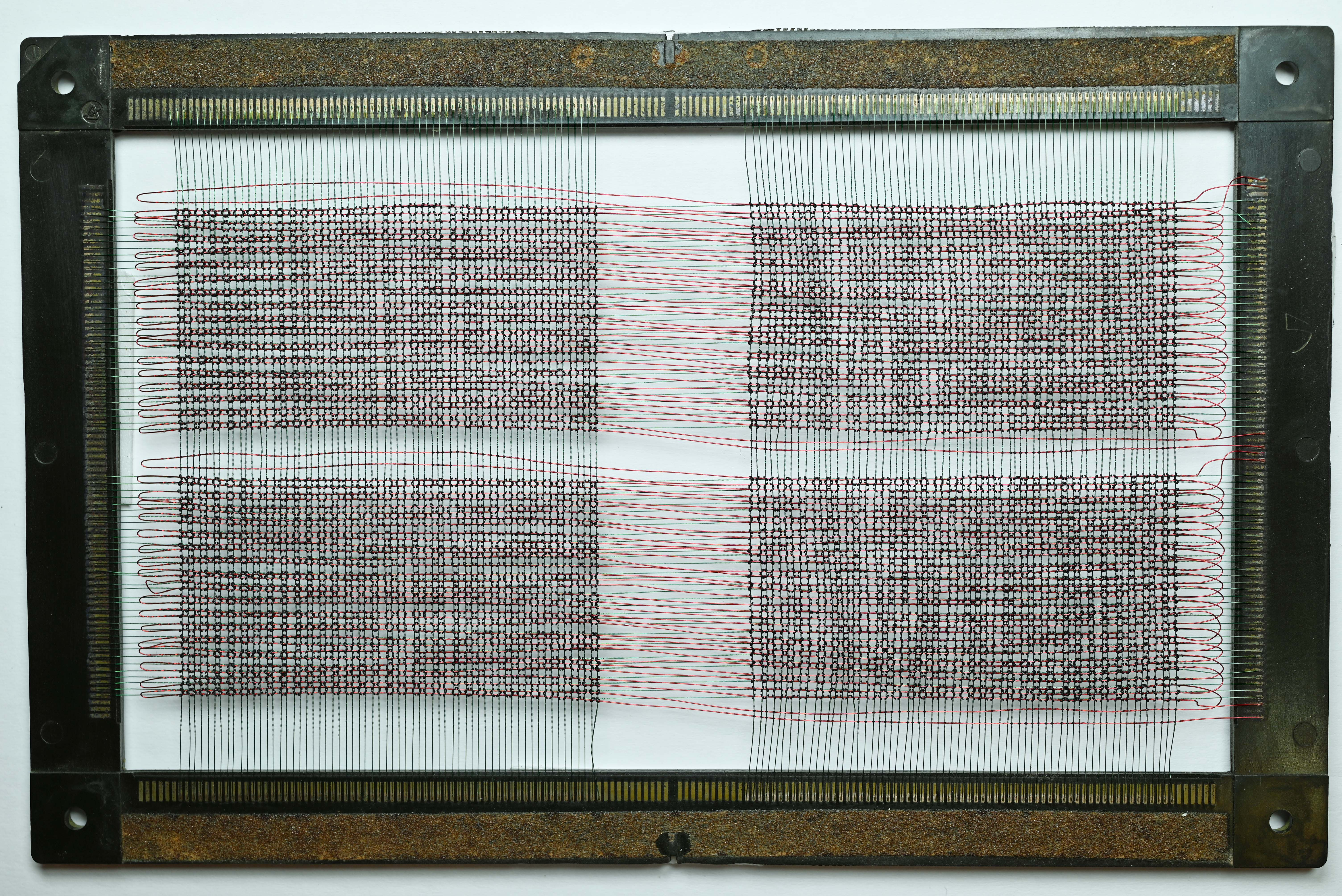
ذاكرة مغناطيسية نواة، على الأرجح من طراز 360

تضمنت سلسلة من الأجهزة عالية الأداء النماذج آي بي إم (1966، مذكور أدناه، وكان من المزمع أن يُعرف باسم 64 و66)، 85 (1969)، آي بي إم (1967، وكان يُنتظر أن يسمى 92)، 95 (1968)، و195 (1971). كان تصميم النموذج 85 متوسطًا بين سلسلة System/360 وخليفتها آي بي إم، وكان أساسًا لنموذج 370/165. وُجد إصدار من نظام 370 يعتمد على النموذج 195، لكنه لم يكن يحتوي على ترجمة العنوان الديناميكية (Dynamic Address Translation).
كانت الاختلافات في التنفيذ كبيرة، من حيث عرض مسارات البيانات، ووجود أو غياب النص البرمجي الصغري، ومع ذلك كانت النماذج متوافقة بشكل كبير. باستثناء الحالات الموثقة بشكل خاص، كانت النماذج متوافقة معماريًا. فعلى سبيل المثال، صُمم نموذج آي بي إم للحوسبة العلمية ووفّر تنفيذًا خارج الترتيب للتعليمات (وقد ينتج عنه "مقاطعات غير دقيقة" إذا وقع خطأ أثناء قراءة تعليمات متعددة)، لكنه افتقر إلى مجموعة التعليمات العشرية المستخدمة في التطبيقات التجارية. يمكن إضافة ميزات جديدة دون خرق التعريف المعماري: فقد توفرت نسخة ثنائية المعالج من النموذج 65 (M65MP) مع إضافات لتواصل المعالجين، وقدم النموذج 85 ذاكرة تخزين مؤقتة (كاش). وقد نُفذت النماذج 44، 75، 91، 95، و195 باستخدام منطق عتادي صِرف، بدلًا من النص البرمجي الصغري المستخدم في بقية النماذج.
وقد أُعلن عن النموذج آي بي إم في أغسطس 1965، وكان أول نظام إنتاج من آي بي إم يقدم دعمًا عتاديًا للذاكرة الافتراضية (بالإنجليزية: virtual memory) لدعم مشاركة زمنية. تُعرف هذه التقنية الآن باسم وحدة إدارة الذاكرة. وقد بُنيت وحدة تجريبية فريدة بناءً على النموذج 40. وقبل النموذج 67، كانت آي بي إم قد أعلنت عن النموذجين 64 و66، وهما نسختان تدعمان ترجمة العنوان الديناميكية من النموذجين 60 و62، ولكن سرعان ما استُبدلا بالنموذج 67 في نفس الوقت الذي استُبدل فيه النموذجان 60 و62 بالنموذج 65. وقد عادت تقنية ترجمة العناوين لتظهر مجددًا في سلسلة نظام آي بي إم 370 سنة 1972، رغم غيابها الأولي. ومثل قريبه النموذج 65، فقد وفر النموذج 67 أيضًا دعمًا لمعالجين.
أوقفت آي بي إم تسويق جميع نماذج نظام 360 بحلول نهاية عام 1977.

### التوافق العكسي
كان لدى عملاء آي بي إم الحاليين استثمارات كبيرة في البرمجيات التي تعمل على حاسوب الترانزستور. وقد أتاحت عدة نماذج من نظام/360 خيار مضاه حاسوب العميل القائم باستخدام أجهزة خاصة ونص برمجي صغري، بالإضافة إلى برنامج محاكاة مكّن البرامج القائمة من العمل على الجهاز الجديد.
| طراز نظام/360 | الأنظمة المحاكاة | الأنظمة المحاكاة | الأنظمة المحاكاة | الأنظمة المحاكاة | الأنظمة المحاكاة | الأنظمة المحاكاة                         |
| ------------- | ---------------- | ---------------- | ---------------- | ---------------- | ---------------- | ---------------------------------------- |
| طراز نظام/360 | 1401             | 1440، 1460       | 1410، 7010       | 7070، 7072، 7074 | 7080             | 709، 7090، 7094، 7094 الثاني، 7040, 7044 |
| طراز 20       | نعم              |                  |                  |                  |                  |                                          |
| طراز 30       | نعم              | نعم              |                  |                  |                  |                                          |
| طراز 40       | نعم              | نعم              | نعم              |                  |                  |                                          |
| طراز 50       | نعم              | نعم              | نعم              | نعم              |                  |                                          |
| طراز 65       |                  |                  |                  | نعم              | نعم              | نعم                                      |
| طراز 85       |                  |                  |                  |                  |                  | تحت تحكم نظام التشغيل                    |

في البداية، كان يتعين على العملاء إيقاف تشغيل الحاسوب وتحميل برنامج المحاكاة.
فيما بعد، أضافت IBM ميزات وعدّلت برامج المحاكاة لتسمح بمحاكاة الأجهزة 1401، و1440، و1460، و1410، و7010 تحت تحكم نظام التشغيل.
استمر هذا التقليد مع الطراز 85 وطرازات نظام/370 اللاحقة، حيث احتفظت بخيارات المحاكاة وسمحت بتشغيل برامج المحاكاة تحت تحكم نظام التشغيل جنبًا إلى جنب مع البرامج الأصلية.

### الخلفاء والنسخ
تم استبدال نظام/360 (باستثناء الطرازين 20 و44 والطراز 67) بنظام آي بي إم 370 في عام 1970، وكان المستخدمون الذين يعملون على الطراز 20 مستهدفين للانتقال إلى آي بي إم. (تم إسقاط فكرة التقدم الكبير باستخدام تقنية إف سي في منتصف السبعينيات لأسباب تتعلق بالتكلفة والكفاءة والاستمرارية.) تضمنت الأنظمة المتوافقة التي طورتها آي بي إم لاحقًا عائلة 4300، عائلة 208 إكس، 3090، إيه إس 9000 و9672 (عائلة نظام/390)، وكذلك سلسلة آي بي إم زد.
كانت هناك حواسيب متوافقة أو شبه متوافقة من حيث الشيفرة الآلية أو الهندسة مع نظام/360، مثل عائلة أمدال 470 (وأجيالها التالية)، الحواسيب الرئيسية هيتاشي، يونيفاك، فُوجيتسو كـ Facom، سلسلة شركة راديو أمريكا سبيكترا 70 ونظام إنجليش إلكتريك 4. تم بناء حواسيب نظام 4 بموجب ترخيص من RCA. قامت RCA ببيع سلسلة Spectra إلى ما كان يُعرف بـ يونيفاك، حيث أصبحت تُعرف بـ UNIVAC Series 70. كما طورت UNIVAC يونيفاك كخلف لها في السلسلة 9000 وسلسلة 70. أنتج الاتحاد السوفيتي نسخة مقلدة من نظام/360 باسم إي إس إي إم في.
قدمت آي بي إم 5100 الحاسوب المحمول في عام 1975، والذي قدم خيارًا لتنفيذ لغة برمجة إيه بي إل الخاصة بنظام/360 من خلال محاكي مادي. استخدمت آي بي إم هذه الطريقة لتجنب تكاليف وتأخير إنشاء نسخة خاصة بإيه بي إل لحاسوب 5100.
تم استخدام نسخ خاصة تقسية ضد الإشعاع وأخرى معدلة قليلاً من نظام/360، في شكل حاسوب System/4 Pi المستخدم في الطائرات المقاتلة والطائرات القاذفة. في النسخة الكاملة 32-بت AP-101، تم استخدام أجهزة 4 Pi كعقد حوسبة مكررة في نظام الحاسوب تسامح مع الأخطاء لـ برنامج مكوك الفضاء (في خمس عقد). كانت إدارة الطيران الفيدرالية الأمريكية تدير آي بي إم، وهو مجموعة خاصة من نظام/360 المعدل لأغراض مراقبة الحركة الجوية، من عام 1970 حتى التسعينيات. (بعض برامج 9020 ما زالت مستخدمة عبر المضاه على الأجهزة الحديثة.[بحاجة لمصدر])

## جدول نماذج نظام/360
| النموذج | الإعلان          | الشحن       | الأداء العلمي (kIPS) | الأداء التجاري (kIPS) | عرض النطاق الترددي لوحدة المعالجة المركزية (ميغابايت/ثانية) | عرض النطاق الترددي للذاكرة (ميغابايت/ثانية) | حجم الذاكرة (بالبايت) | الوزن (رطل)                                                                          | الملاحظات                                                                  |
| ------- | ---------------- | ----------- | -------------------- | --------------------- | ----------------------------------------------------------- | ------------------------------------------- | --------------------- | ------------------------------------------------------------------------------------ | -------------------------------------------------------------------------- |
| 30      | أبريل 1964       | يونيو 1965  | 10.2                 | 29                    | 1.3                                                         | 0.7                                         | 8–64                  | 1,700 رطل:2030.1                                                                     |                                                                            |
| 40      | أبريل 1964       | أبريل 1965  | 40                   | 75                    | 3.2                                                         | 0.8                                         | 16–256                | 1,700–2,310 رطل يعتمد على الذاكرة:2040.1                                             |                                                                            |
| 50      | أبريل 1964       | أغسطس 1965  | 133                  | 169                   | 8.0                                                         | 2.0                                         | 64–512                | 4,700–7,135 رطل يعتمد على الذاكرة:2050.2,2050.4                                      | مدعوم من آي بي إم (LCS).                                                   |
| 60 و 62 | أبريل 1964       | لم يتم      |                      |                       |                                                             |                                             |                       |                                                                                      | تم استبداله بـ آي بي إم                                                    |
| 70      | أبريل 1964       | لم يتم      |                      |                       |                                                             |                                             |                       |                                                                                      | تم استبداله بـ نموذج 75                                                    |
| 90      | أبريل 1964       | لم يتم      |                      |                       |                                                             |                                             |                       |                                                                                      | تم استبداله بنموذج 92                                                      |
| 92      | أغسطس 1964       | لم يتم      |                      |                       |                                                             |                                             |                       |                                                                                      | تم إعادة تسميته كـ آي بي إم نظام/360 طراز 91                               |
| 20      | نوفمبر 1964      | مارس 1966   | 2.0                  | 2.6                   |                                                             |                                             | 4–32                  | 1,200–1,400 رطل                                                                      | مجموعة تعليمات ذات 16 بت، منخفضة النهاية، مجموعة تعليمات غير متوافقة جزئيًا |
| 91      | يناير 1966:p.394 | أكتوبر 1967 | 1,900                | 1,800                 | 133                                                         | 164                                         | 1,024–4,096           |                                                                                      | متاح حسب الطلب الخاص بداية من نوفمبر 1964:388                              |
| 64 و 66 | أبريل 1965       | لم يتم      |                      |                       |                                                             |                                             |                       |                                                                                      | تم استبداله بـ 67                                                          |
| 65      | أبريل 1965       | نوفمبر 1965 | 563                  | 567                   | 40                                                          | 21                                          | 128–1,024             | 4,290–8,830 رطل يعتمد على الذاكرة وعدد المعالجات:2065.2,2065.4,2065.6,2065.8,2065.10 | مدعوم من آي بي إم                                                          |
| 75      | أبريل 1965       | يناير 1966  | 940                  | 670                   | 41                                                          | 43                                          | 256–1,024             | 5,125–5,325 رطل يعتمد على الذاكرة:2075.2,2075.4                                      | مدعوم من آي بي إم                                                          |
| 67      | أغسطس 1965       | مايو 1966   |                      |                       | 40                                                          | 21                                          | 512–2,048             | 3,674 رطل – المعالج فقط:2067.6                                                       | ترجمة العنوان الديناميكي للمشاركة الزمنية                                  |
| 44      | أغسطس 1965       | سبتمبر 1966 | 118                  | 185                   | 16                                                          | 4.0                                         | 32–256                | 2,900–4,200 رطل يعتمد على الذاكرة:2044.2                                             | مخصص للحسابات العلمية                                                      |
| 95      | طلب خاص          | فبراير 1968 | 3,800 تقدير.         | 3,600 تقدير.          | 133                                                         | 711                                         | 5,220                 |                                                                                      | الأداء المقدر كـ 2× طراز 91:p.394                                          |
| 25      | يناير 1968       | أكتوبر 1968 | 9.7                  | 25                    | 1.1                                                         | 2.2                                         | 16–48                 | 2,050 رطل:2025.2                                                                     |                                                                            |
| 85      | يناير 1968       | ديسمبر 1969 | 3,245                | 3,418                 | 100                                                         | 67                                          | 512–4,096             | 14,428 رطل – المعالج فقط:2085.2                                                      | ذاكرة تخزين مؤقتة 16–32 KB، نقطة عائمة عالية الدقة.                        |
| 195     | أغسطس 1969       | مارس 1971   | 10,000 تقدير.        | 10,000 تقدير.         | 148                                                         | 169                                         | 1,024–4,096           | 13,450–28,350 رطل يعتمد على الذاكرة:3195.2,3195.4                                    | ذاكرة IC بحجم 32 KB. الأداء المقدر كـ 3× نموذج 85.:p.422                   |
| 22      | أبريل 1971       | يونيو 1971  |                      |                       | 1.3                                                         | 0.7                                         | 24–32                 | 1,500 رطل:2022.1                                                                     | نموذج 30 الذي تم إعادة تصنيعه                                              |

ملخص النموذج
-  ستة من أصل عشرين نموذجًا من نظام آي بي إم 360 تم الإعلان عنها لم تُشحن أو لم تُصدر أبدًا.
- أربعة عشر من أصل عشرين نموذجًا من نظام آي بي إم 360 تم شحنها.

## الوصف الفني

### الميزات المؤثرة

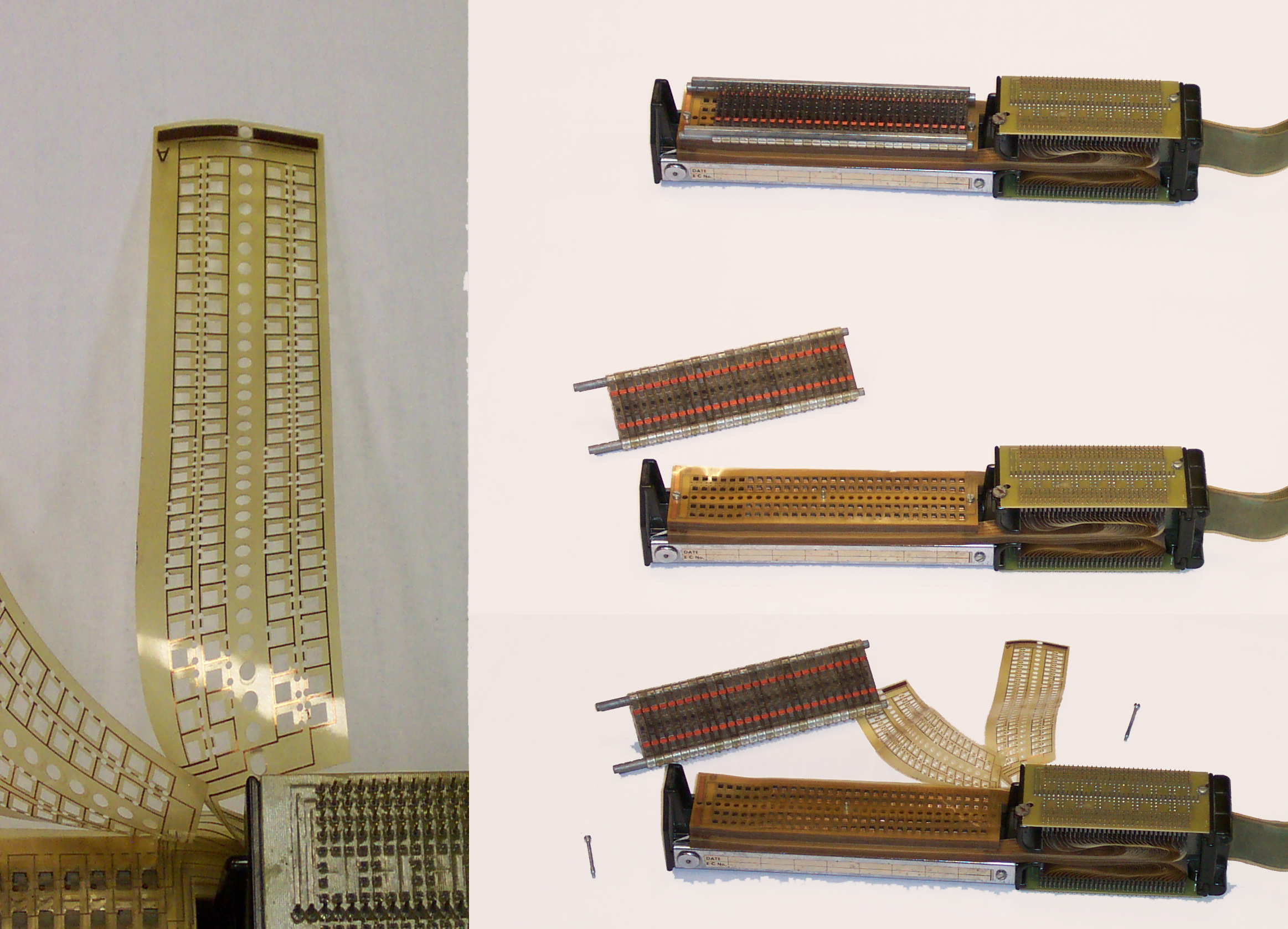
وحدة تخزين للقراءة فقط لمحول التعليمات البرمجية الدقيقة من طراز 20. وحدة طراز 40 أطول بحوالي 50٪ من هذه لتوفير مساحة لمزيد من وحدات المايكروكود داخل الكلمة.

قدّم نظام/360 عددًا من المعايير الصناعية إلى السوق، مثل:
- معمارية 8 بت للـبايت (رغم الضغوط المالية أثناء التطوير لتقليل البايت إلى 4 أو 6 بت)، بدلاً من اعتماد مفهوم آي بي إم الخاص بالوصول إلى بايتات ذات حجم متغير عند عناوين بت عشوائية.
- ذاكرة تعتمد على عنونة البايت (بدلاً من العناوين حسب البت أو الكلمة)
- معمارية 32 بت للعدد الصحيح
- قناة الإدخال/الإخراج من نوع Bus and Tag التي أصبحت معيارًا في فيبس-60[37]
- الاستخدام التجاري لوحدات المعالجة المركزية المبنية على نص برمجي صغري
- دعم آي بي إم لحساب الفاصلة العائمة وفق معيار IEEE[38]
- مجموعة المحارف كود التبادل الموسع للترميز العشري الثنائي[NB 13]
- شريط مغناطيسي ذو 9 مسارات

### لمحة معمارية عامة
لا تفترض مواصفات سلسلة نظام/360 من معمارية الحاسوب أي تفاصيل حول التنفيذ ذاته، بل تصف الواجهات والسلوك المتوقع من أي تنفيذ. وتصف هذه المعمارية واجهات إلزامية يجب أن تتوفر في جميع التطبيقات، بالإضافة إلى واجهات اختيارية. ومن أبرز الجوانب في هذه المعمارية:
- ترتيب البايتات (ترتيب البايتات)
- معالج يحتوي على:
  - 16 معمارية 32 بت سجل المعالج (من R0 إلى R15)
  - كلمة حالة البرنامج (PSW) بطول 64 بت، تحتوي على معلومات مثل:
    - أقنعة المقاطعة
    - حالات الامتياز
    - رمز الحالة (condition code)
    - عداد البرنامج بطول 24 بت

  - آلية للمقاطعات تشمل فئات فرعية لا يمكن تجاهلها من المقاطعة
  - مجموعة تعليمات، حيث توصف كل تعليمة بشكل كامل، بما في ذلك الحالات التي تؤدي إلى مقاطعة (حوسبة) على شكل استثناء برمجي
- تخزين بيانات الحاسوب يتضمن:
  - 8 بت لكل بايت
  - منطقة مخصصة لتواصل المعالج تبدأ من العنوان 0
  - عنونة باستخدام 24 بت
- عمليات تحكم يدوية تشمل:
  - إقلاع (حاسوب) (يُعرف بـ "تحميل البرنامج الابتدائي" IPL)
  - مقاطعات تبدأها وحدة التشغيل
  - إعادة تعيين النظام
  - أدوات تصحيح أخطاء أساسية
  - عرض وتعديل يدوي لحالة النظام (الذاكرة والمعالج)
- آلية إدخال/إخراج — دون وصف للأجهزة نفسها

الميزات الاختيارية تشمل:
- تعليمات نظام عشري مرمز ثنائيا
- تعليمات حسابات الفاصلة المتحركة
- أدوات توقيت (مؤقت الفاصل الزمني)
- حماية ذاكرة خاضعة لمفاتيح

جميع طرازات نظام 360، باستثناء الطرازين 20 و44، طبقت هذه المواصفات.
تُنفذ العمليات الحسابية الثنائية والمنطقية بشكل افتراضي بين السجلات أو بين الذاكرة والسجل (أو العكس). وإذا كانت مجموعة التعليمات التجارية مُثبتة، فيمكن تنفيذ العمليات العشرية المشفرة ثنائيًا بين مواقع الذاكرة مباشرة، مع بعض العمليات بين الذاكرة والسجل. أما مجموعة التعليمات العلمية، فتضيف 4 سجلات حسابات الفاصلة المتحركة يمكن برمجتها للعمل على 32 أو 64 بت. يمكن للطرازين 85 و195 العمل على أعداد فاصلة عائمة بدقة ممتدة 128 بت باستخدام أزواج من السجلات، كما وفرت البرمجيات محاكاة لذلك في الطرازات الأخرى.
استخدم نظام 360 بايت بحجم 8 بت، وكلمة بحجم 32 بت، وكلمة مزدوجة بحجم 64 بت، ونايبل بحجم 4 بت. وكانت التعليمات تحتوي على معاملات (operands) تتضمن أرقام سجلات أو عناوين ذاكرة، ما أدى إلى تنوع في أطوال وصيغ التعليمات.
تم استخدام مخطط "الأساس + الإزاحة" لعنونة الذاكرة باستخدام السجلات من 1 إلى F (15). وكان الإزاحة مشفرة في 12 بت، مما يسمح بإزاحة تصل إلى 4096 بايت من عنوان في سجل الأساس.
لا يمكن استخدام السجل 0 كسجل أساس أو سجل فهرسة أو حتى كسجل عنوان للقفز، حيث يشير الرقم 0 إلى العنوان الموجود في أول 4 كيلوبايت من الذاكرة. فإذا تم تحديد السجل 0، يتم استخدام القيمة 0x00000000 ضمن حساب العنوان الفعال بغض النظر عن محتوى السجل.
هذا السلوك سمح بتنفيذ روتينات المقاطعة في بدايتها، حيث لا تكون سجلات الأساس قد أُعدت بعد. ولم تكن هذه الخاصية ضرورية عند إقلاع (حاسوب) النظام (IPL)، حيث يمكن تصفير السجل يدويًا دون الحاجة لحفظ محتواه.
باستثناء الطراز 67، كانت كل العناوين تشير إلى ذاكرة حقيقية (ليست افتراضية). لم تُوفر الذاكرة الافتراضية في معظم أنظمة IBM إلا مع سلسلة نظام آي بي إم 370. وقدّم الطراز 67 معمارية ذاكرة افتراضية استُخدمت في أنظمة إم تي إس وCP-67 وTSS/360، ولكن لم تعتمدها أنظمة التشغيل الرئيسية من IBM الخاصة بـ نظام 360.
كانت تعليمات نظام/360 بطول 2 بايت (بدون معاملات ذاكرة)، أو 4 بايت (مع معامل واحد)، أو 6 بايت (مع معاملين)، وتبدأ دومًا على حدود 2 بايت.
تعليمة مثل MVC (نقل الأحرف) (الرمز السادس عشري: D2) كانت تنقل حتى 256 بايت فقط. ولتحريك بيانات بحجم أكبر، كان يجب استخدام تعليمات MVC متعددة. (قدمت سلسلة نظام آي بي إم 370 تعليمة MVCL "نقل أحرف طويل" لنقل حتى 16 ميغابايت دفعة واحدة).
المعاملات بطول 2 بايت، تمثل عادةً عنوانًا يتضمن نايبل من 4 بت لسجل الأساس و12 بت للإزاحة من محتوى ذلك السجل، في النطاق 000–FFF بالنظام السادس عشري. العنوان الناتج هو مجموع قيمة السجل والإزاحة.
على سبيل المثال، تعليمة MVC لنقل 256 بايت (مع رمز طول FF) من السجل 7 والإزاحة 000 إلى السجل 8 والإزاحة 001 تُشفّر كالتالي: "D2FF 8001 7000" (المشغل/الطول/العنوان1/العنوان2).
صُمم نظام 360 لفصل "حالة النظام" عن "حالة المستخدم"، ما وفر حدًا أدنى من الأمان وقدرة على استرداد الأخطاء البرمجية. لم يكن بإمكان برامج المستخدم تعديل بيانات أو برامج تخص حالة النظام. وعند حدوث أخطاء في العنونة أو البيانات أو التعليمات، كانت الآلة تنتقل إلى حالة النظام لمعالجة الخطأ بواسطة روتينات النظام. كما أمكن استرداد بعض أخطاء العتاد من خلال روتينات فحص الآلة.

### القنوات
كانت الأجهزة الطرفية تتصل بالنظام عبر "قنوات". القناة هي معالج متخصص ذو مجموعة تعليمات محسّنة لنقل البيانات بين الجهاز الطرفي والذاكرة الرئيسية. بالمصطلحات الحديثة، يمكن مقارنتها بـوصول مباشر للذاكرة (DMA). يربط نظام S/360 القنوات بوحدات التحكم عبر كبلات الحافلة والعلامة؛ وقد استبدلت آي بي إم هذه الكبلات لاحقًا بقنوات اتصال نظم المؤسسات (ESCON) والاتصال عبر الألياف (FICON)، لكن ذلك حدث بعد فترة طويلة من عصر S/360.

#### قنوات التعدد البايتية وقنوات التحديد
كان هناك نوعان من القنوات في البداية؛ قنوات التعدد البايتية (وكانت تُعرف حينها فقط باسم "قنوات التعدد")، لربط الأجهزة "البطيئة" مثل قارئات البطاقات وآلات الثقب، والطابعات السطرية، ووحدات التحكم في الاتصالات، وقنوات التحديد لربط الأجهزة عالية السرعة، مثل التخزين على القرص، ومحركات الأشرطة، وخلايا البيانات، والذاكرة الأسطوانية. كل نظام 360 (ما عدا الطراز 20، لأنه لم يكن من طرازات 360 القياسية) يحتوي على قناة تعدد بايتية وقناة أو أكثر من قنوات التحديد، رغم أن الطراز 25 يحتوي على قناة واحدة فقط، يمكن أن تكون إما قناة تعدد أو قناة تحديد. الطرازات الأصغر (حتى الطراز 50) تحتوي على قنوات مدمجة، بينما تحتوي الطرازات الأكبر (الطراز 65 وما فوق) على قنوات منفصلة في خزائن منفصلة: آي بي إم 2870 هي قناة التعدد البايتي وتدعم حتى أربع قنوات فرعية من نوع التحديد، وIBM 2860 تدعم حتى ثلاث قنوات تحديد.
قناة التعدد البايتي قادرة على التعامل مع عمليات الإدخال/الإخراج لعدة أجهزة في وقت واحد، وبأعلى سرعة مصنّفة للجهاز، ومن هنا جاء الاسم، إذ أنها إرسال متعدد لإدخال/إخراج تلك الأجهزة عبر مسار بيانات واحد إلى الذاكرة الرئيسية. تُضبط الأجهزة المتصلة بقناة التعدد البايتي للعمل في وضع 1 بايت، أو 2 بايت، أو 4 بايت، أو "دفعة". تُستخدم الكتل الأكبر من البيانات للتعامل مع الأجهزة الأسرع. على سبيل المثال، فإن قارئ البطاقات 2501 الذي يعمل بسرعة 600 بطاقة في الدقيقة يستخدم وضع 1 بايت، بينما الطابعة 1403-N1 تستخدم وضع الدفعة. كما أن قنوات التعدد البايتي في الطرازات الأكبر تحتوي على قسم فرعي اختياري من نوع التحديد يدعم محركات الأشرطة. عادة ما يكون عنوان قناة التعدد البايتي هو "0" وعناوين القنوات الفرعية من نوع التحديد تتراوح بين "C0" إلى "FF". وبالتالي، كانت محركات الأشرطة في نظام S/360 تُعنون عادةً في النطاق 0C0–0C7. من العناوين الشائعة الأخرى: 00A: قارئ البطاقات 2501، 00C/00D: قارئ/مثقب 2540، 00E/00F: طابعات 1403-N1، 010–013: طابعات 3211، 020–0BF: وحدات الاتصالات 2701/2703. لا تزال هذه العناوين تُستخدم في الأجهزة الافتراضية على z/VM.
تحتوي الطرازات 40 و50 من نظام S/360 على وحدة تحكم مدمجة من نوع 1052-7 تُعنون عادةً كـ 01F، إلا أنها لم تكن متصلة بقناة التعدد البايتي، بل كانت مرتبطة مباشرة بالمعالج المركزي. أما الطراز 30، فقد استخدم طرازًا مختلفًا من 1052 عبر وحدة التحكم 1051. كما استخدمت الطرازات 60 حتى 75 الطراز 1052–7.

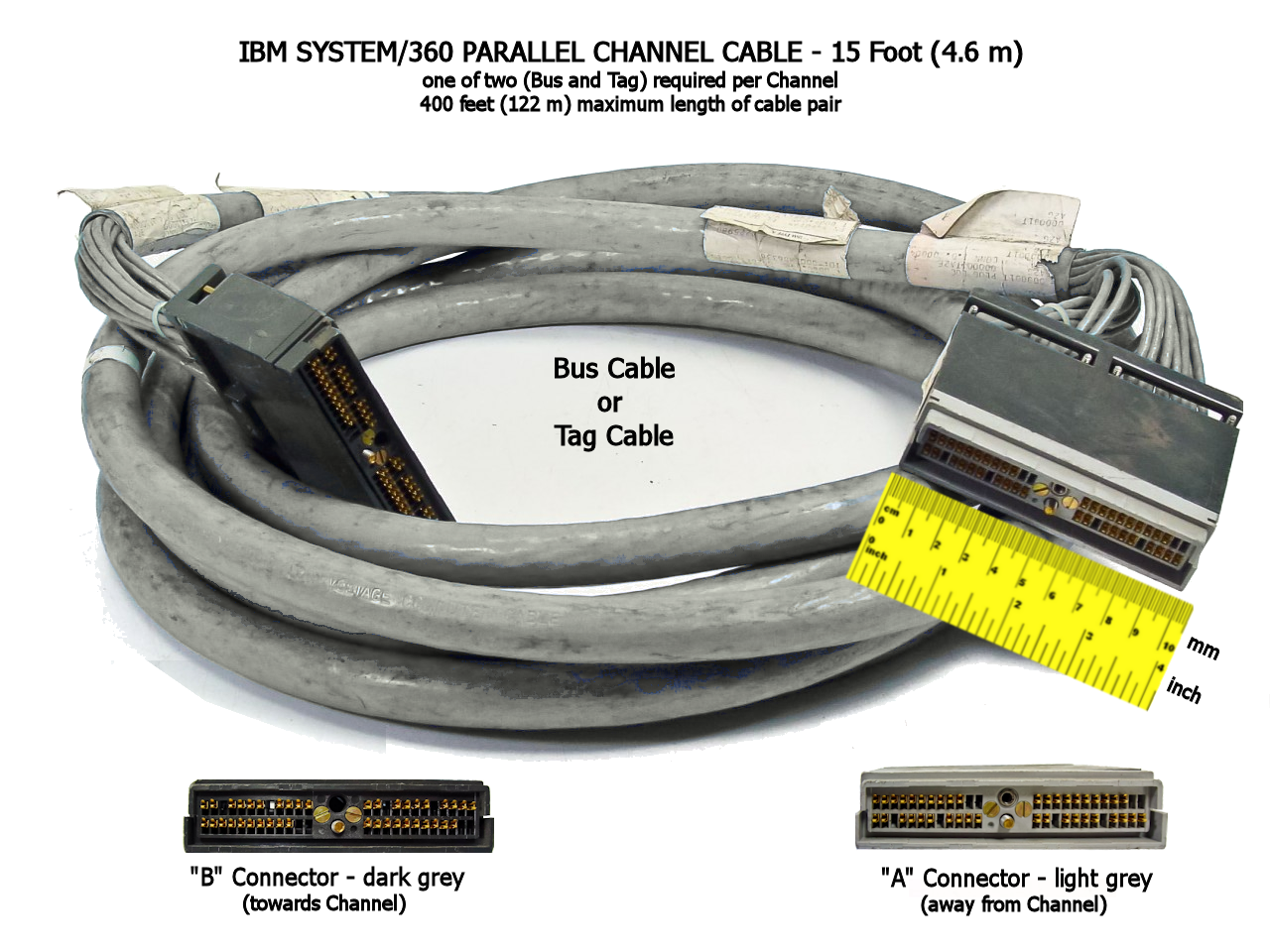
كبل مستخدم كحافلة أو كبل علامة في نظام آي بي إم 360

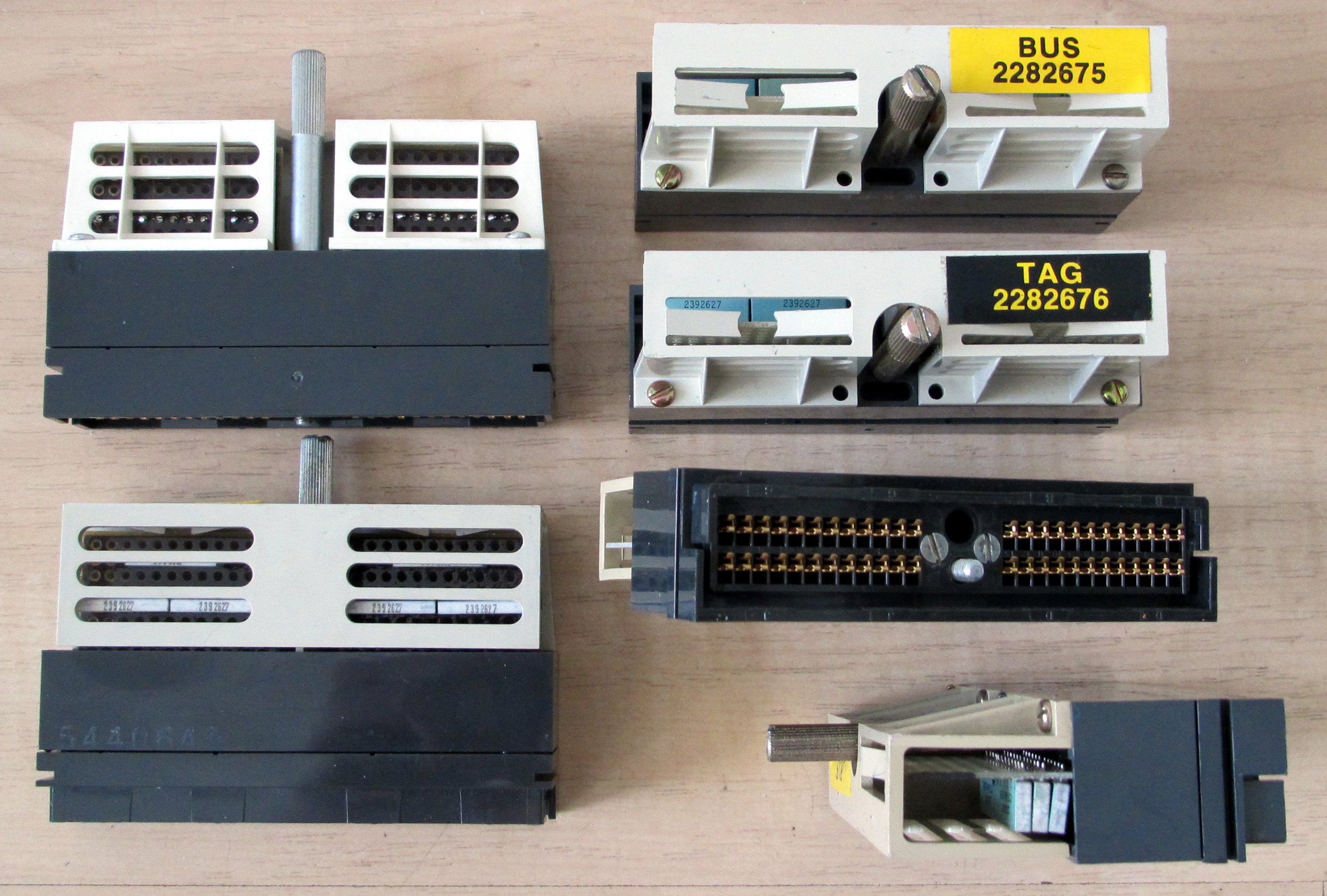
نهايات كبلات الحافلة والعلامة

قنوات التحديد مكنت الإدخال/الإخراج للأجهزة عالية السرعة. تُربط هذه الأجهزة بوحدة تحكم، والتي تتصل بعد ذلك بالقناة. تسمح وحدة التحكم بتوصيل مجموعات من الأجهزة إلى القناة. في الطرازات الأعلى سرعة، حسّنت قنوات التحديد المتعددة، التي يمكن أن تعمل في وقت واحد أو بالتوازي، من الأداء العام.
تتصل وحدات التحكم بالقنوات عبر أزواج كبلات "الحافلة والعلامة". تحمل كبلات الحافلة معلومات العنوان والبيانات، بينما تحدد كبلات العلامة ما هي البيانات الموجودة على الحافلة. التكوين العام للقناة هو ربط الأجهزة بسلسلة، كالتالي: الحاسوب الرئيسي—وحدة التحكم X—وحدة التحكم Y—وحدة التحكم Z. تُخصّص لكل وحدة تحكم "نطاق التقاط" من العناوين التي تقوم بخدمتها. على سبيل المثال، قد تلتقط وحدة التحكم X العناوين 40–4F، وY: من C0 إلى DF، وZ: من 80 إلى 9F. يجب أن تكون نطاقات الالتقاط مضاعفات لـ 8 أو 16 أو 32 أو 64 أو 128 جهازًا، وأن تكون مصطفّة وفق الحدود المناسبة. وتربط كل وحدة تحكم جهازًا واحدًا أو أكثر. على سبيل المثال، يمكن أن تحتوي وحدة التحكم Y على 6 أقراص تُعنون من C0 إلى C5.
هناك ثلاثة أنواع عامة من كبلات الحافلة والعلامة أنتجتها آي بي إم. النوع الأول هو الكبل الرمادي القياسي، يليه الكبل الأزرق، ثم الكبل الأسمر. بشكل عام، تدعم الإصدارات الأحدث من الكبلات سرعات أعلى أو مسافات أطول، وقد اشترطت بعض الأجهزة الطرفية حدًا أدنى معينًا لإصدار الكبل سواء من الجهة المتصلة أو الجهة المستقبلية.
كما أن ترتيب كبلات وحدات التحكم على القناة له أهمية. تُضبط كل وحدة تحكم كـ "أولوية عالية" أو "أولوية منخفضة". عند إرسال طلب اختيار جهاز عبر القناة من الحاسوب الرئيسي، يُرسل الطلب بالترتيب X→Y→Z→Y→X. إذا كانت وحدة التحكم "عالية"، يُفحص الطلب في الاتجاه الخارج، أما إذا كانت "منخفضة" فيُفحص في الاتجاه الداخل. وبالتالي، كانت وحدة التحكم X إما الأولى أو الخامسة، وY الثانية أو الرابعة، وZ الثالثة. كما يمكن ربط عدة قنوات بوحدة تحكم واحدة من نفس الحاسوب الرئيسي أو من عدة حواسيب، مما يتيح أداءً عاليًا وإمكانيات وصول احتياطية ومتعددة.
عادةً ما يُحدد الحد الأقصى لطول كبلات القناة بـ 200 قدم، والأفضل أن يكون أقل. وتُحتسب كل وحدة تحكم بحوالي 10 أقدام من الحد.

#### قناة التعدد الكتلي
قدمت آي بي إم نوعًا جديدًا من قنوات الإدخال/الإخراج في الطرازين 85 و195، وهي قناة التعدد الكتلي، ثم أصبحت هذه القنوات معيارًا في نظام آي بي إم 370. تتيح هذه القناة للجهاز تعليق برنامج القناة في انتظار إتمام عملية الإدخال/الإخراج، مما يحرر القناة لتُستخدم بواسطة جهاز آخر. يمكن أن تدعم قناة التعدد الكتلي إما اتصالات بسرعة 1.5 ميغابايت/ثانية أو، مع ميزة واجهة 2-بايت، بسرعة 3 ميغابايت/ثانية؛ وتستخدم الأخيرة كبل علامة واحد وكبلَي حافلة. على أنظمة آي بي إم، هناك خيار لقناة نقل بيانات بسرعة 3.0 ميغابايت/ثانية باستخدام كبل حافلة واحد وكبل علامة واحد.
كان أول استخدام لهذه التقنية هو قرص الرأس الثابت 2305، والذي يحتوي على 8 "تعرضات" (عناوين بديلة) وتقنية استشعار الوضع الدوراني (RPS).
يمكن لقنوات التعدد الكتلي أن تعمل كقنوات تحديد لدعم التوصيل التوافقي للأنظمة الفرعية القديمة.

### المكونات الأساسية للأجهزة

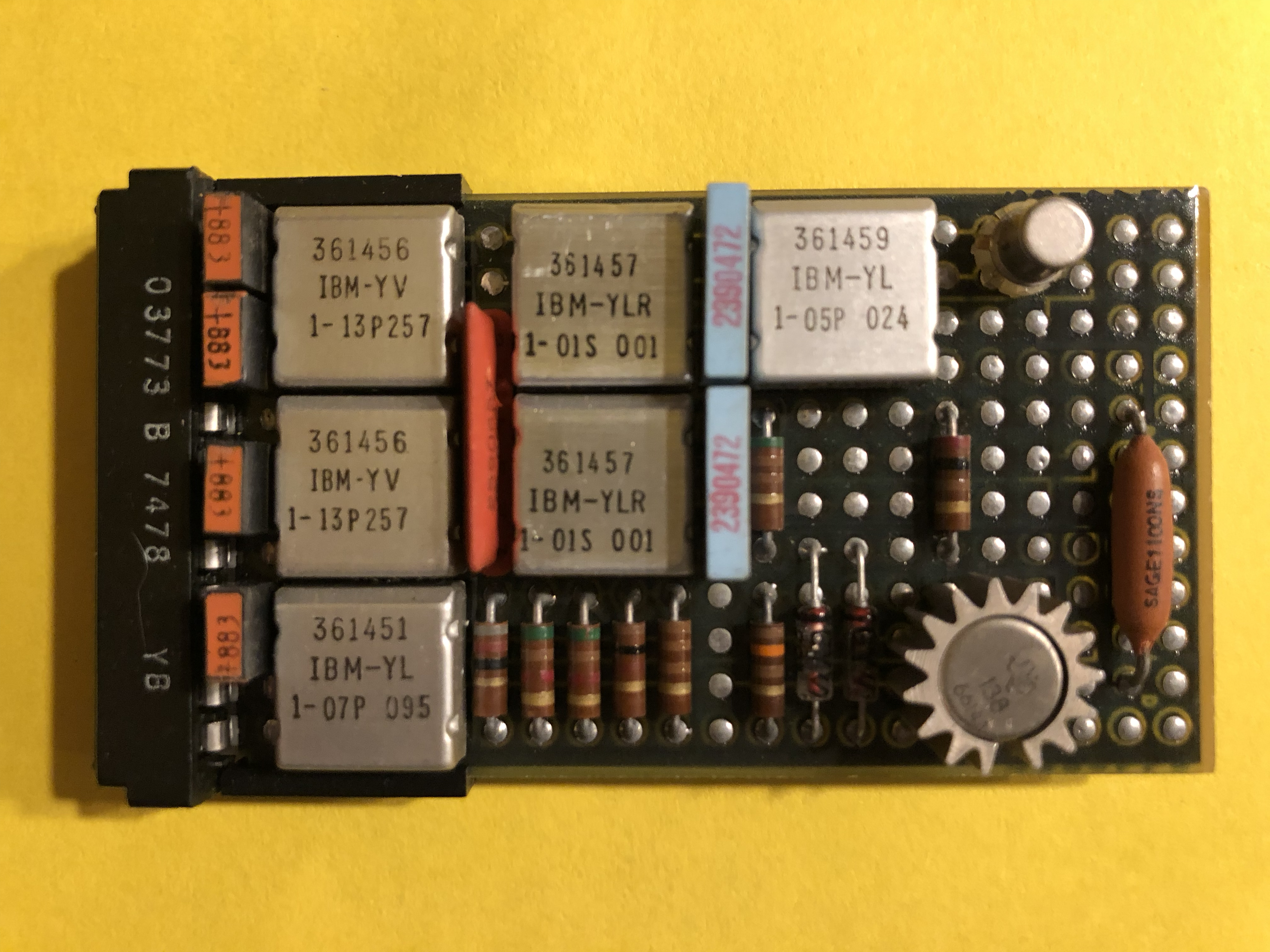
بطاقة إس إل تي بعرض منفرد. كل غطاء معدني مربع يحتوي على دارة هجينة تضم عدة ترانزستورات.

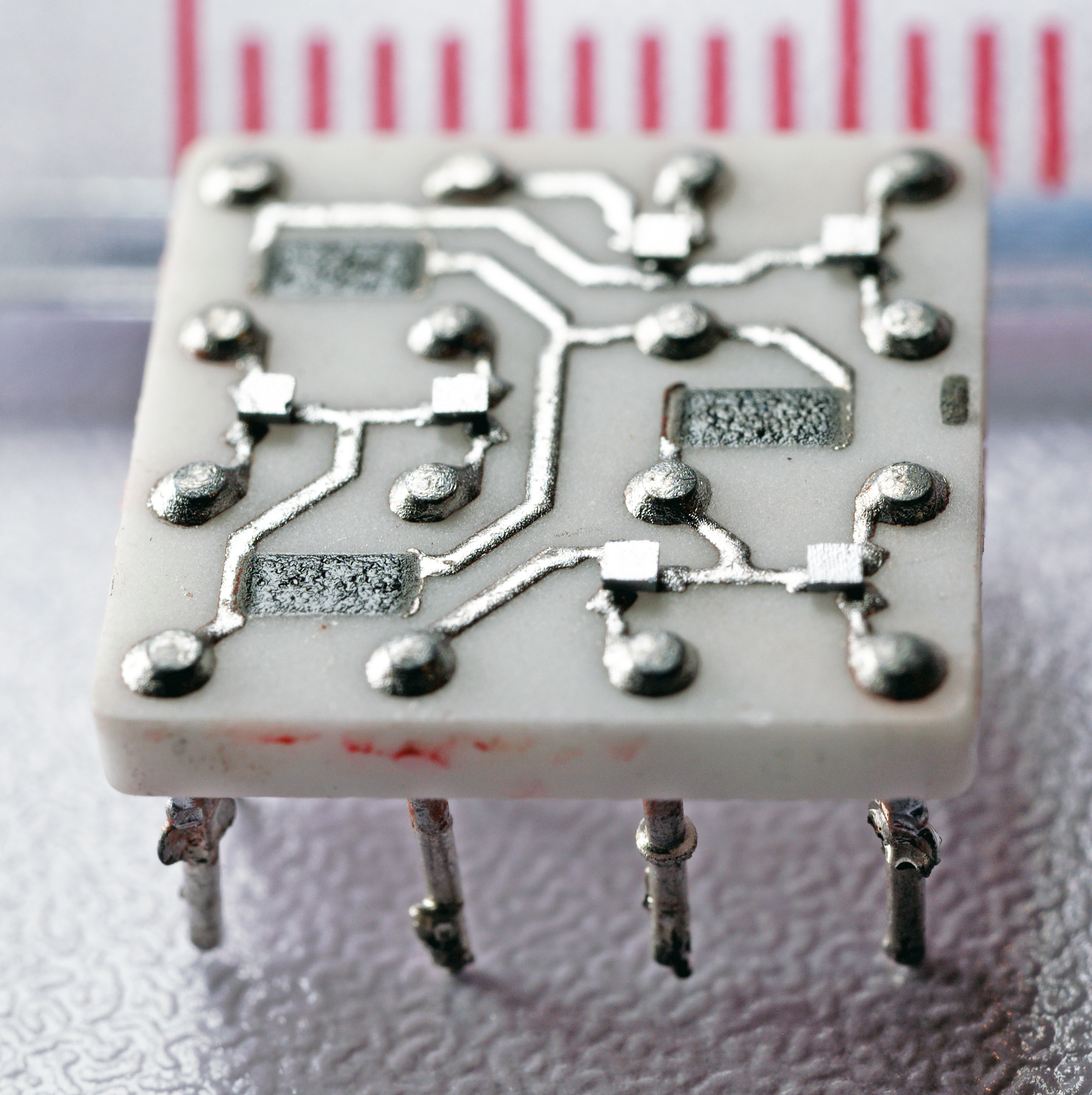
دارة هجينة من نوع المنطق الصلب مكونة من ستة ترانزستورات مع غطاء مكشوف

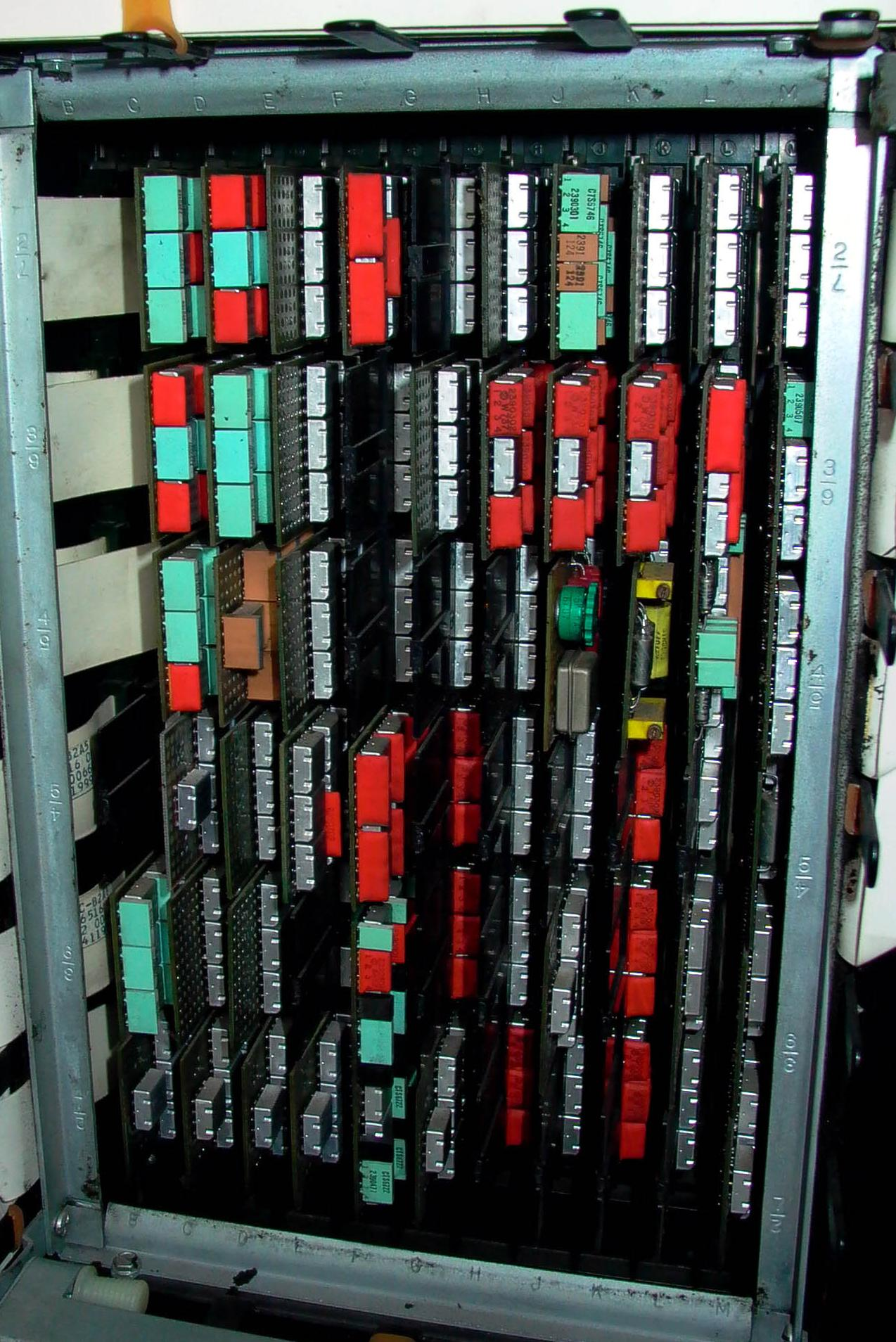
عدة بطاقات إس إل تي موصولة في لوح خلفي

نظرًا لعدم اليقين بشأن موثوقية وتوافر الدوائر المتكاملة الأحادية التي كانت جديدة آنذاك، اختارت شركة IBM تصميم وتصنيع دوائر هجينة مخصصة خاصة بها. وقد بُنيت هذه الدوائر على ركائز من السيراميك مربعة الشكل بمقاس 11 ملم. تم طباعة المقاومات على الركيزة، وأُضيفت الترانزستورات والثنائيات المحاطة بالزجاج. ثم غُطيت الركيزة بغطاء معدني أو تم تغليفها بالبلاستيك لإنشاء وحدة من "تقنية المنطق الصلب" (SLT).
ثم تُركب عدد من هذه وحدات إس إل تي باستخدام تقنية التركيب المقلوب على لوحة دارة مطبوعة صغيرة متعددة الطبقات تُعرف باسم "بطاقة SLT". وتحتوي كل بطاقة على مقبس أو مقبسين في أحد جوانبها لتوصيلها بدبابيس على أحد "ألواح SLT" (وتُعرف أيضًا باللوحات الخلفية) الخاصة بالحاسوب. ويُعد هذا مخالفًا للتصميم المتبع لدى معظم الشركات الأخرى، حيث كانت البطاقات تحتوي على دبابيس أو موصل حافة تُوصل بمقابس موجودة على لوحات الحاسوب.
يمكن تجميع ما يصل إلى عشرين لوح SLT جنبًا إلى جنب (عموديًا وأفقيًا، بحد أقصى 4 ألواح عالية و5 عريضة) لتشكيل "بوابة منطقية". وتُركب عدة بوابات معًا لتكوين "إطار منطقي" على شكل صندوق. وكانت الأطر الخارجية تُركب عادة بمفصلات على أحد الجوانب الرأسية بحيث يمكن فتحها لتوفير وصول إلى الأطر الداخلية الثابتة. أما الآلات الأكبر حجمًا فقد تحتوي على أكثر من إطار واحد مثبت معًا لتكوين الوحدة النهائية، مثل وحدة المعالجة المركزية متعددة الإطارات.

### نظام تشغيل البرمجيات
كانت النماذج الأصغر من نظام/360 تستخدم نظام التشغيل الأساسي/360 (BOS/360)، أو نظام التشغيل الشريطي (TOS/360)، أو نظام التشغيل القائم على الأقراص (DOS/360، الذي تطور لاحقًا إلى DOS/VS، وDOS/VSE، وVSE/AF، وVSE/SP، وVSE/ESA، ثم z/VSE).
أما النماذج الأكبر فقد استخدمت نظام التشغيل/360 (OS/360). وقد طورت شركة آي بي إم عدة مستويات من نظام OS/360، بميزات متزايدة القوة: برنامج التحكم الأساسي (PCP)، ونظام البرمجة المتعددة بعدد ثابت من المهام (MFT)، ونظام البرمجة المتعددة بعدد متغير من المهام (MVT). وقد استغرق تطوير MVT وقتًا طويلًا ليصبح نظامًا قابلاً للاستخدام، بينما كان النظام الأقل طموحًا MFT واسع الاستخدام. وكان نظام PCP يُستخدم في الآلات المتوسطة التي كانت صغيرة جدًا لتشغيل MFT بكفاءة، وكذلك في الآلات الأكبر قبل توفر MFT؛ أما الإصدارات النهائية من OS/360 فقد تضمنت فقط MFT وMVT. ومع نظام نظام آي بي إم 370 والأنظمة التالية، تطور MFT إلى OS/VS1، بينما تطور MVT إلى OS/VS2 (SVS) (تخزين افتراضي مفرد)، ثم إلى عدة إصدارات من MVS (تخزين افتراضي متعدد)، إلى أن وصل إلى النظام الحالي z/OS.
عند إعلان آي بي إم عن طراز 67 في أغسطس 1965، أعلنت أيضًا عن TSS/360 (نظام المشاركة الزمنية) لتسليمه في نفس وقت طرح الطراز 67. وقد كان TSS/360، الذي جاء استجابةً لمشروع مولتكس، مشروعًا طموحًا تضمن العديد من الميزات المتقدمة. لكنه عانى من مشاكل في الأداء، وتأخر، ثم أُلغي، ثم أُعيد، وأُلغي نهائيًا في عام 1971. وقد انتقل العملاء إلى أنظمة مثل CP-67، أو MTS (نظام محطة ميشيغان الطرفية)، أو TSO (خيار المشاركة الزمنية لنظام OS/360)، أو إلى عدد من أنظمة المشاركة الزمنية الأخرى.
كان CP-67، وهو أول نظام آلة افتراضية، يُعرف أيضًا باسم CP/CMS. وقد طُور CP/67 خارج التيار الرئيسي لشركة آي بي إم في مركز كامبردج العلمي التابع لها، بالتعاون مع باحثين من معهد ماساتشوستس للتكنولوجيا. وقد حاز CP/CMS في النهاية قبولًا واسعًا، وأدى إلى تطوير VM/370 (الآلة الافتراضية)، والذي تميز بوجود نظام تشغيل تفاعلي فرعي رئيسي يُعرف باسم VM/CMS (نظام المراقبة التفاعلي). وقد تطور هذا النظام لاحقًا إلى z/VM الحالي.
أما الطراز 20 فقد وفر نظامًا مبسطًا ونادر الاستخدام قائمًا على الأشرطة يُعرف باسم TPS (نظام معالجة الأشرطة)، ونظامًا آخر يعتمد على الأقراص يُعرف باسم DPS (نظام معالجة الأقراص) لدعم وحدة الأقراص 2311. وكان بالإمكان تشغيل TPS على آلة تحتوي على 8 كيلوبايت من الذاكرة؛ بينما تطلب DPS 12 كيلوبايت، وهو مقدار كبير نسبيًا بالنسبة لطراز 20. وقد كان العديد من العملاء يعملون بكل ارتياح باستخدام 4 كيلوبايت فقط مع نظام CPS (نظام معالجة البطاقات). في نظامي TPS وDPS، كانت وحدة قراءة البطاقات تُستخدم لقراءة بطاقات لغة التحكم بالمهام التي تُحدد سلسلة المهام المطلوب تنفيذها ولقراءة بيانات المعاملات مثل مدفوعات العملاء. وكان نظام التشغيل يُخزن على شريط أو قرص، ويمكن أيضًا تخزين النتائج على الأشرطة أو الأقراص الصلبة. وقد أصبح تشغيل المهام المتتالية (بالإنجليزية: Stacked job processing) احتمالًا مشوقًا لمستخدمي الحواسيب الصغار ذوي الطموح.
كما توفرت أيضًا مجموعة برمجيات مساعدة غير معروفة كثيرًا ونادرًا ما استُخدمت، كانت تعتمد على بطاقات مثقبة ذات 80 عمودًا، عُرفت باسم آي بي إم (وقد كانت تُلقب ساخرًا بـ: Barely Programming Support - دعم برمجي بالكاد)، وكانت بمثابة سلف لنظام TOS، وموجهة للأنظمة الأصغر.

## أسماء المكونات
ابتكرت شركة آي بي إم نظام تسمية جديد للمكونات التي تم تطويرها خصيصًا لنظام/360، رغم أنها احتفظت بأسماء قديمة معروفة مثل آي بي إم 1403 وآي بي إم 1050. في نظام التسمية الجديد هذا، مُنحت المكونات أرقامًا مكونة من أربعة أرقام تبدأ بالرقم 2. أما الرقم الثاني فكان يحدد نوع المكون، كما يلي:
| الرمز | نوع المكون                                                | أمثلة |
| ----- | --------------------------------------------------------- | --- |
| 20xx: | معالجات حسابية                                            | مثل 2030، التي كانت وحدة المعالجة المركزية (CPU) لطراز آي بي إم نظام/360 النموذج 30.                                         |
| 21xx: | وحدات الطاقة وغيرها من المعدات المرتبطة مباشرة بالمعالجات | مثل 2167. |
| 22xx: | أجهزة الإخراج المرئي                                      | مثل 2250 و2260 من نوع CRT، والطابعة 2203 لطراز نظام/360 النموذج 20.                                                          |
| 23xx: | أجهزة التخزين ذات الوصول المباشر                          | مثل محركات الأقراص 2311 و2314، و2321؛ والذاكرة الرئيسية مثل 2361 (الذاكرة النُّوَيْيَة ذات السعة الكبيرة)، و2365 (تخزين المعالج). |
| 24xx: | أشرطة مغناطيسية                                           | مثل آي بي إم 2401]]، 2405]] وآي بي إم 2415.                                                                                  |
| 25xx: | معدات معالجة البطاقات المثقبة                             | مثل 2501 (قارئ بطاقات)، 2520 (آلة تثقيب بطاقات)؛ 2540 (قارئ/مثقب) و2560 (آلة بطاقات متعددة الوظائف MFCM).                    |
| 26xx: | معدات معالجة الأشرطة المثقبة                              | مثل قارئ الأشرطة الورقية آي بي إم 2671.                                                                                      |
| 27xx: | معدات الاتصالات                                           | مثل آي بي إم 2701، 2705، الطرفية التفاعلية 2741 والطرفية الدفعية 2780.                                                       |
| 28xx: | القنوات ووحدات التحكم                                     | مثل وحدة التحكم 2821، 2841 و2844.                                                                                            |
| 29xx: | أجهزة متنوعة                                              | مثل مبدل قناة البيانات 2914 ومكرر قناة البيانات 2944.                                                                        |

## الأجهزة الطرفية
طورت شركة IBM عائلة جديدة من الأجهزة الطرفية لنظام نظام/360، مع الإبقاء على عدد قليل من الأجهزة من السلسلة الأقدم 1400. وقد تم توحيد الواجهات، مما أتاح مرونة أكبر في التوفيق بين المعالجات ووحدات التحكم والأجهزة الطرفية مقارنة بالخطوط الإنتاجية السابقة.
بالإضافة إلى ذلك، كان بإمكان حواسيب نظام/360 استخدام بعض الأجهزة الطرفية التي طُورت أصلاً لأجهزة حاسوب أقدم. كانت هذه الأجهزة الأقدم تستخدم نظام ترقيم مختلف، مثل طابعة السلسلة آي بي إم 1403. وقد تم بيع هذه الطابعة، المعروفة بموثوقيتها العالية والتي اكتسبت سمعة قوية كأداة عملية، باسم 1403-N1 عند تكييفها للعمل مع نظام نظام/360.
كما كانت متوفرة أجهزة قراءة تعرف المحارف البصري من طرازي آي بي إم 1287 وآي بي إم 1288، والتي كانت قادرة على قراءة الحروف والأرقام المطبوعة يدويًا (A/N وNHP/NHW) من لفافات شريط أمين الصندوق وحتى صفحات بالحجم القانوني الكامل. في ذلك الوقت، كانت هذه العملية تُجرى باستخدام قارئات بصرية ومنطقية ضخمة، إذ لم يكن أداء البرمجيات كافيًا وكان استخدامها مكلفًا وبطيئًا.
كانت الطرازات 65 وما دون تُباع مع آلة كاتبة من نوع IBM 1052–7 كوحدة تحكم أساسية. أما طراز 360/85 مع الميزة 5450 فكان يستخدم وحدة تحكم عرض غير متوافقة مع أي من الأجهزة الأخرى في نفس السلسلة؛ بينما استخدم جهاز 3066 لاحقًا في طرازي 370/165 و370/168 نفس تصميم وحدة العرض المستخدم في 360/85.
أما الطرازان آي بي إم نظام/360 نموذج 91 ونموذج 195 فكانا يستخدمان وحدة عرض رسومية شبيهة بجهاز آي بي إم 2250 كوحدة تحكم رئيسية.
كما كانت هناك وحدات تحكم إضافية للمشغل متاحة. وكانت بعض الأجهزة المتقدمة تُباع اختياريًا مع وحدة عرض رسومية من طراز آي بي إم 2250، والتي كان سعرها يتجاوز 100,000 دولار أمريكي؛ أما الأجهزة الأصغر فكانت تستخدم وحدة العرض الأرخص آي بي إم 2260، ولاحقًا آي بي إم 3270.

### الأجهزة التخزينية ذات الوصول المباشر (DASD)

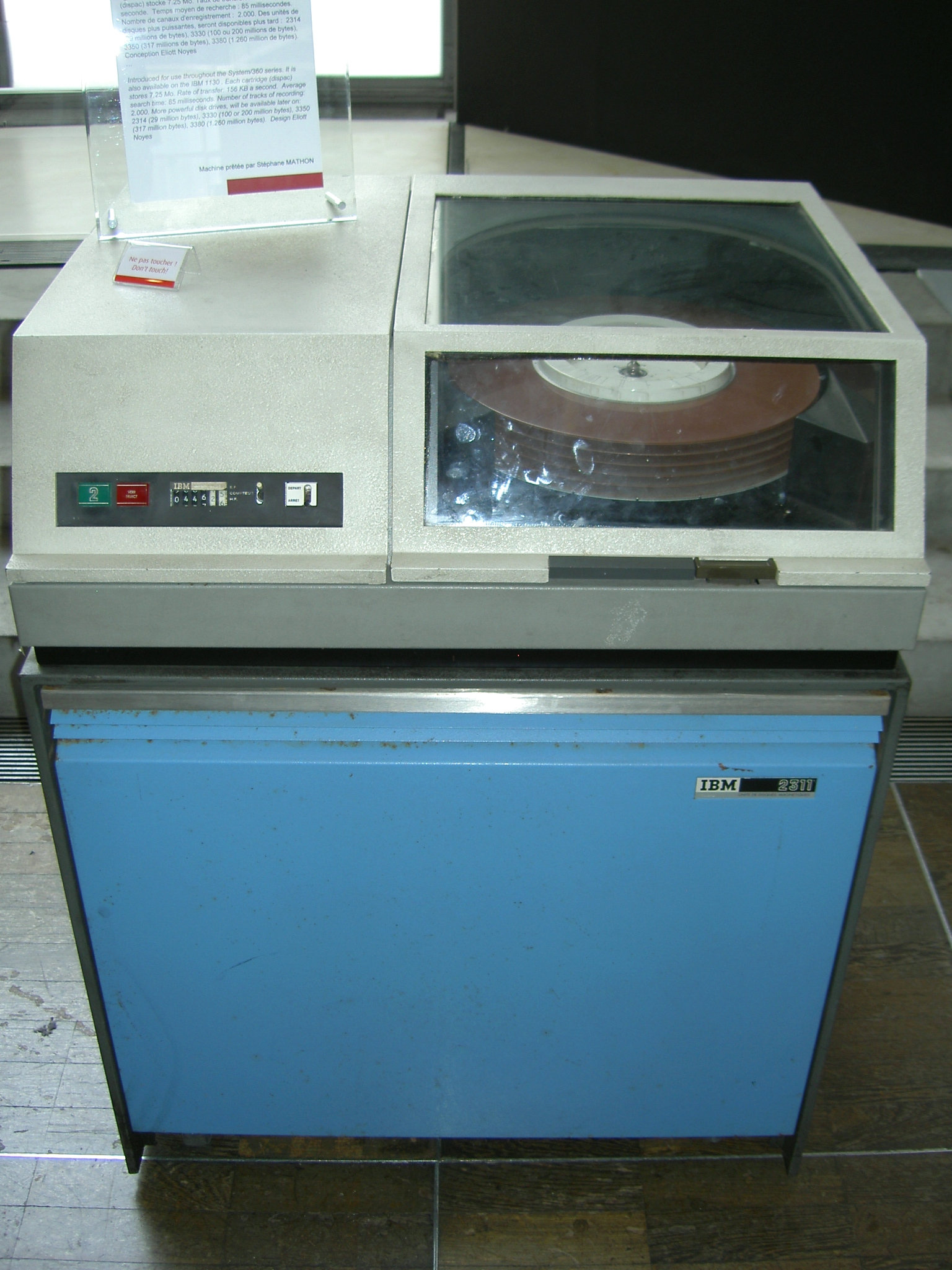
محرك أقراص آي بي إم 2311

كانت أولى محركات الأقراص لنظام نظام/360 هي آي بي إم 2302:60–65 وآي بي إم 2311.:54–58 أما أول أسطوانة تخزين (drum) للنظام فكانت آي بي إم 7320.:41
كان طراز 2302 يعمل بسرعة 156 كيلوبت/ثانية، وهو مبني على الطراز الأقدم آي بي إم 1302، ويتوفر كطراز 3 يحتوي على وحدتين بحجم 112.79 ميغابايت لكل منهما،:60 أو كطراز 4 يحتوي على أربع وحدات من هذا النوع.:60
أما محرك 2311 فكان يستخدم وحدة أقراص قابلة للإزالة من طراز آي بي إم 1316، وكان مبنيًا على آي بي إم 1311 وتبلغ سعته النظرية 7.2 ميغابايت، مع أن السعة الفعلية كانت تختلف حسب تصميم السجلات.:31 (عند استخدامه مع جهاز 360/20، كانت حزمة 1316 تُقسَّم إلى قطاعات ثابتة الطول بمقدار 270 بايت لكل منها، مما يعطي سعة قصوى تبلغ 5.4 ميغابايت).
في عام 1966، شُحن أول طراز من آي بي إم 2314. هذا الجهاز كان يحتوي على ما يصل إلى ثمانية محركات أقراص قابلة للاستخدام مع وحدة تحكم مدمجة؛ وكان هناك تسعة محركات، لكن أحدها كان مخصصًا كبديل احتياطي. كل محرك يستخدم حزمة أقراص قابلة للإزالة من طراز آي بي إم 2316 بسعة تقارب 28 ميغابايت. كانت حزم الأقراص لطرازي 2311 و2314 كبيرة الحجم نسبيًا بمقاييس اليوم — فعلى سبيل المثال، كانت حزمة آي بي إم 1316 يبلغ قطرها نحو 14 بوصة (36 سـم) وتحتوي على ستة أقراص مثبَّتة على محور مركزي. لا تُستخدم الجهتان الخارجيتان للأقراص العليا والسفلى لتخزين البيانات. تُسجل البيانات على الجوانب الداخلية للقرص العلوي والسفلي، وعلى الجانبين لكل من الأقراص الداخلية، مما يوفر 10 أسطح تسجيل. تتحرك رؤوس القراءة/الكتابة العشرة معًا عبر أسطح الأقراص، والتي تُنسَّق بـ203 مسارات متراكزة. ولتقليل حركة الرؤوس (زمن البحث)، كانت البيانات تُكتب في أسطوانة افتراضية تبدأ من السطح الداخلي للقرص العلوي نزولًا إلى القرص السفلي. لم تكن هذه الأقراص تُنسَّق عادةً إلى قطاعات ثابتة الطول كما في الأقراص الحديثة (رغم أن هذا تم في نظام CP/CMS). بدلاً من ذلك، كانت برمجيات الإدخال/الإخراج في نظام نظام/360 تتيح تخصيص طول السجلات (سجلات بطول متغير)، كما هو الحال مع أشرطة التخزين الممغنطة.
استخدمت بعض أجهزة نظام/360 المبكرة الأكثر قوة أجهزة تخزين أسطوانية عالية السرعة من نوع رأس لكل مسار. وكان طراز 2301 يعمل بسرعة 3500 دورة في الدقيقة، وقد حل محل طراز 7320، وكان جزءًا من إعلان نظام/360 الأصلي، بسعة 4 ميغابايت. أما طراز آي بي إم 2303:74–76 والذي أُعلن عنه في 31 يناير 1966، فكان بسعة 3.913 ميغابايت. كانت هذه الأجهزة هي الأسطوانات الوحيدة التي أُعلنت لنظامي نظام/360 وSystem/370، وقد تم لاحقًا استبدالها بأقراص ذات رؤوس ثابتة.

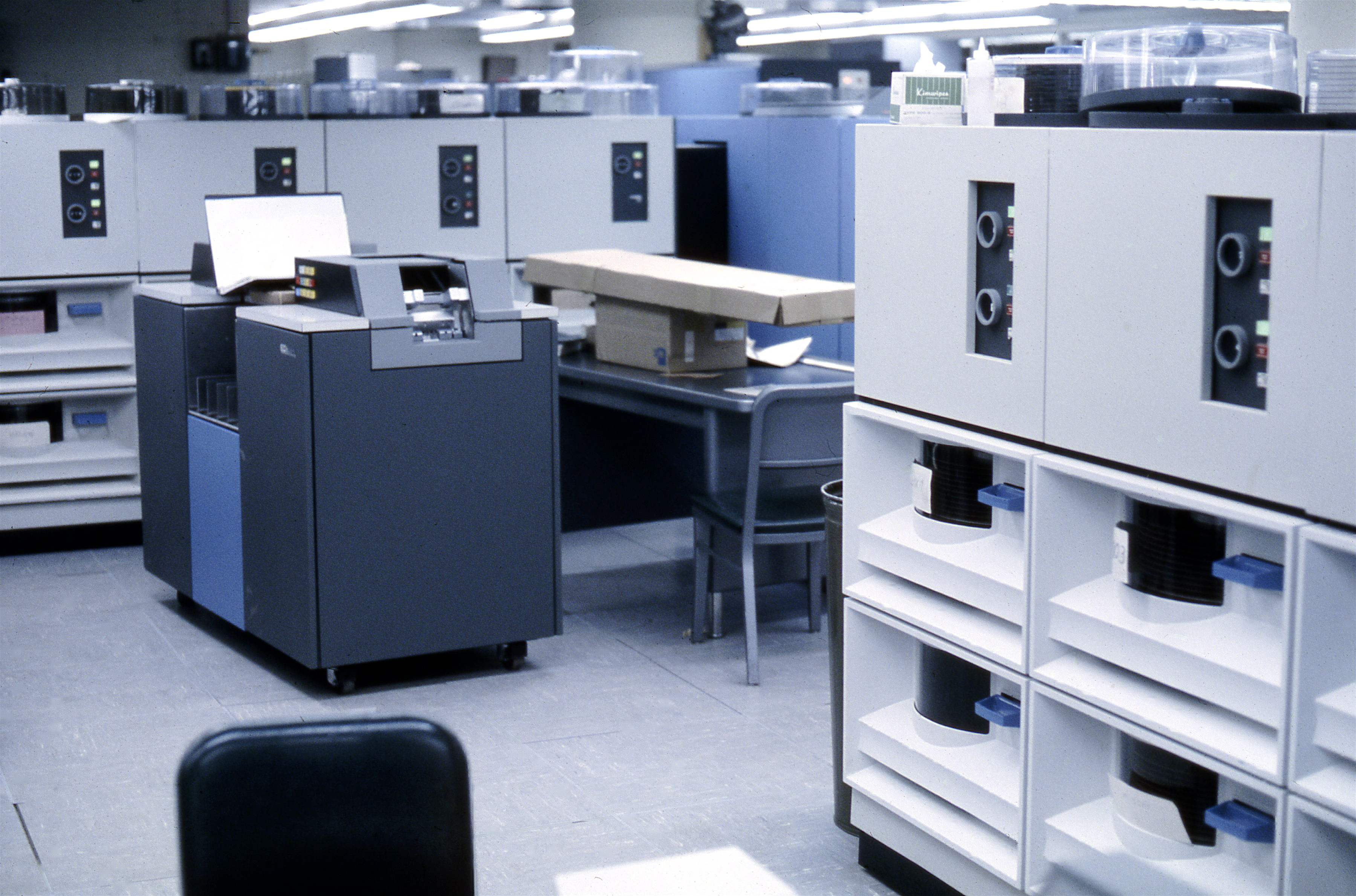
محركات أقراص IBM 2314 وقارئ/مثقب البطاقات IBM 2540 في جامعة ميشيغان

ظهر طراز 2305 في عام 1970 بسرعة دوران تبلغ 6000 دورة في الدقيقة، بسعات 5 ميغابايت (2305–1) أو 11 ميغابايت (2305–2) لكل وحدة. ورغم أن سعة هذه الأجهزة لم تكن كبيرة، إلا أن سرعتها ومعدلات نقل البيانات جعلتها خيارًا مفضلاً لتطبيقات الأداء العالي. ومن الاستخدامات النموذجية لها: تحميل أجزاء من البرامج (مثل نظام التشغيل أو الإجراءات الفرعية) بالتناوب في نفس مواقع الذاكرة. كانت الأقراص ذات الرؤوس الثابتة والأسطوانات مفيدة بشكل خاص كأجهزة "ترحيل صفحات" في أنظمة الذاكرة الافتراضية المبكرة. وعلى الرغم من أن طراز 2305 غالبًا ما يُسمى "أسطوانة"، إلا أنه كان فعليًا جهاز قرص برأس لكل مسار، يحتوي على 12 سطحًا للتسجيل، وسرعة نقل بيانات تصل إلى 3 ميغابايت/ثانية.
من الأجهزة النادرة الظهور جهاز خلية بيانات آي بي إم 2321، وهو جهاز ميكانيكي معقد يحتوي على شرائط مغناطيسية متعددة لتخزين البيانات؛ تُؤخذ الشرائط بشكل عشوائي وتُوضع على أسطوانة دوارة لعمليات القراءة/الكتابة، ثم تُعاد إلى خرطوشة التخزين الداخلية. كان خلية بيانات آي بي إم (المعروف باسم "قاطف النودلز") واحدًا من عدة أجهزة تخزين مباشر عالية السرعة بعلامة تجارية منآي بي إم (أُعيد ابتكارها في السنوات الأخيرة كأجهزة "شريط افتراضي" ومكتبات شريطية مؤتمتة). كانت سعة وحدة 2321 تبلغ 400 ميغابايت، في الوقت الذي كانت فيه سعة محرك 2311 لا تتجاوز 7.2 ميغابايت. وقد صُممت وحدة خلية البيانات لسد الفجوة بين تكلفة/سعة/سرعة الأشرطة المغناطيسية — ذات السعة العالية والتكلفة المنخفضة لكل بايت — والأقراص، التي كانت أغلى لكل بايت. لكن بعض المنشآت وجدت أن تشغيلها الكهروميكانيكي غير موثوق به بما يكفي، فاختارت أجهزة تخزين مباشر أقل تعقيدًا ميكانيكيًا.
أما طراز نموذج 44 فكان مميزًا بوجود محرك أقراص فردي مدمج كميزة قياسية. كان هذا المحرك يستخدم خرطوشة "رامكيت" 2315 ويوفر سعة تخزين تبلغ 1,171,200 بايت.:11

### وحدات الأشرطة المغناطيسية

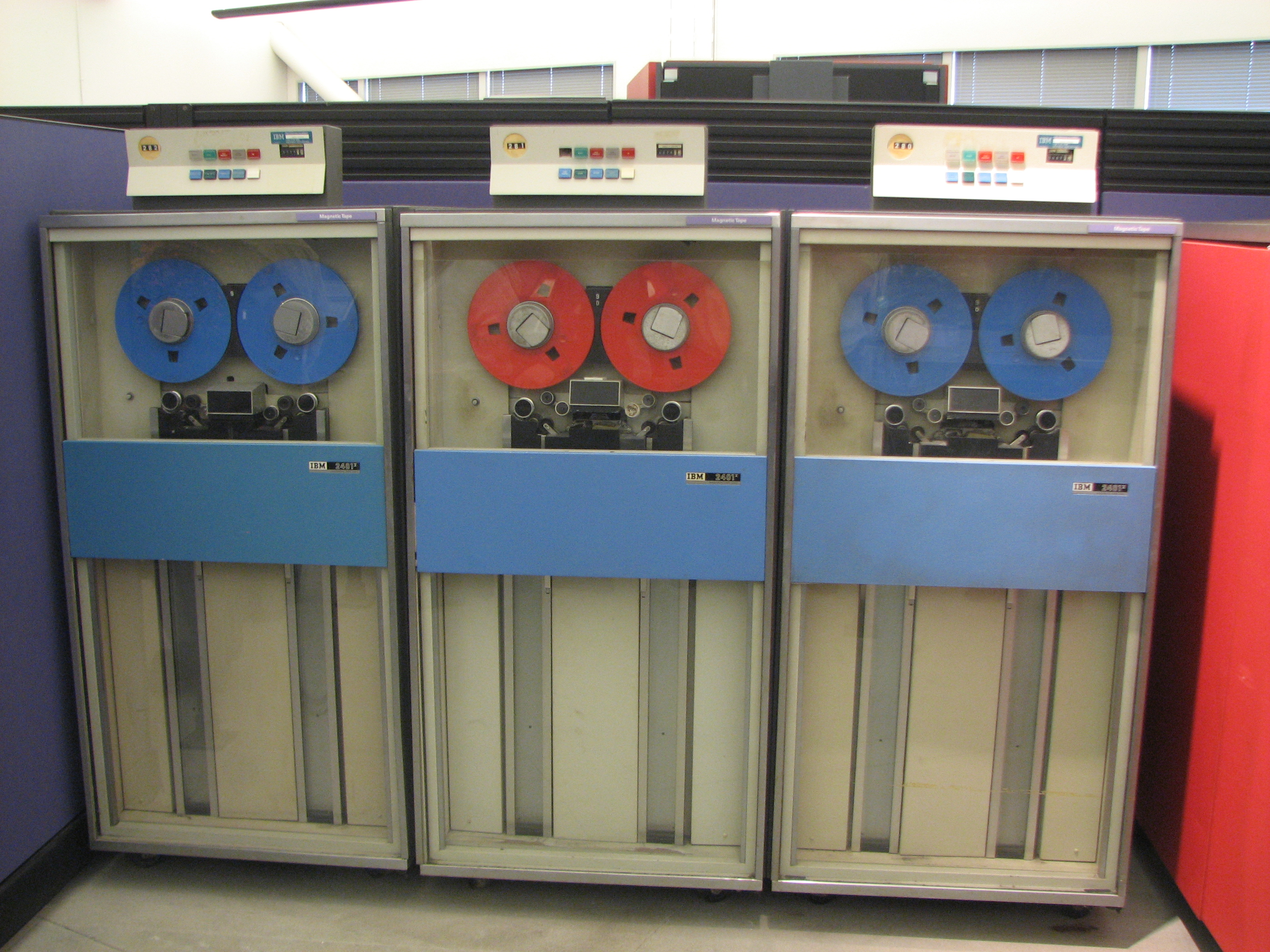
وحدات الأشرطة المغناطيسية آي بي إم 2401

تكوّنت سلسلة وحدات الأشرطة المغناطيسية 2400 من الطرازات 2401 و2402 (الطرازات 1 إلى 6)، والطرازات 2403 (الطرازات 1 إلى 6) التي تضمنت وحدة تحكم، بالإضافة إلى الطرازات 2404 (الطرازات 1 إلى 3) مع وحدة تحكم، ووحدات التحكم الشريطي 2803/2804 (الطرازات 1 و2). في عام 1967، تم تقديم وحدة الأشرطة المغناطيسية 2415 التي تضمنت وحدتين أو أربع أو ست وحدات شريطية مع وحدة تحكم مدمجة في وحدة واحدة، وكانت أبطأ وأرخص. لم تُسوّق وحدات 2415 ووحدة التحكم الخاصة بها بشكل منفصل. مع نظام/360، انتقلت شركة آي بي إم من استخدام أشرطة ذات 7 مسارات إلى أشرطة ذات 9 مسارات. وقد أُتيح شراء بعض وحدات السلسلة 2400 التي يمكنها قراءة وكتابة أشرطة 7 مسارات لضمان التوافق مع وحدات الأشرطة القديمة IBM 729. في عام 1968، تم إصدار نظام الأشرطة آي بي إم 2420 الذي قدّم معدلات نقل بيانات أعلى بكثير، وتشغيلًا تلقائيًا لتمرير الشريط، وكثافة تخزين تصل إلى 1600 بت في البوصة. وظلت هذه الوحدة ضمن خط الإنتاج حتى عام 1979.

### وحدات السجلات المثقبة

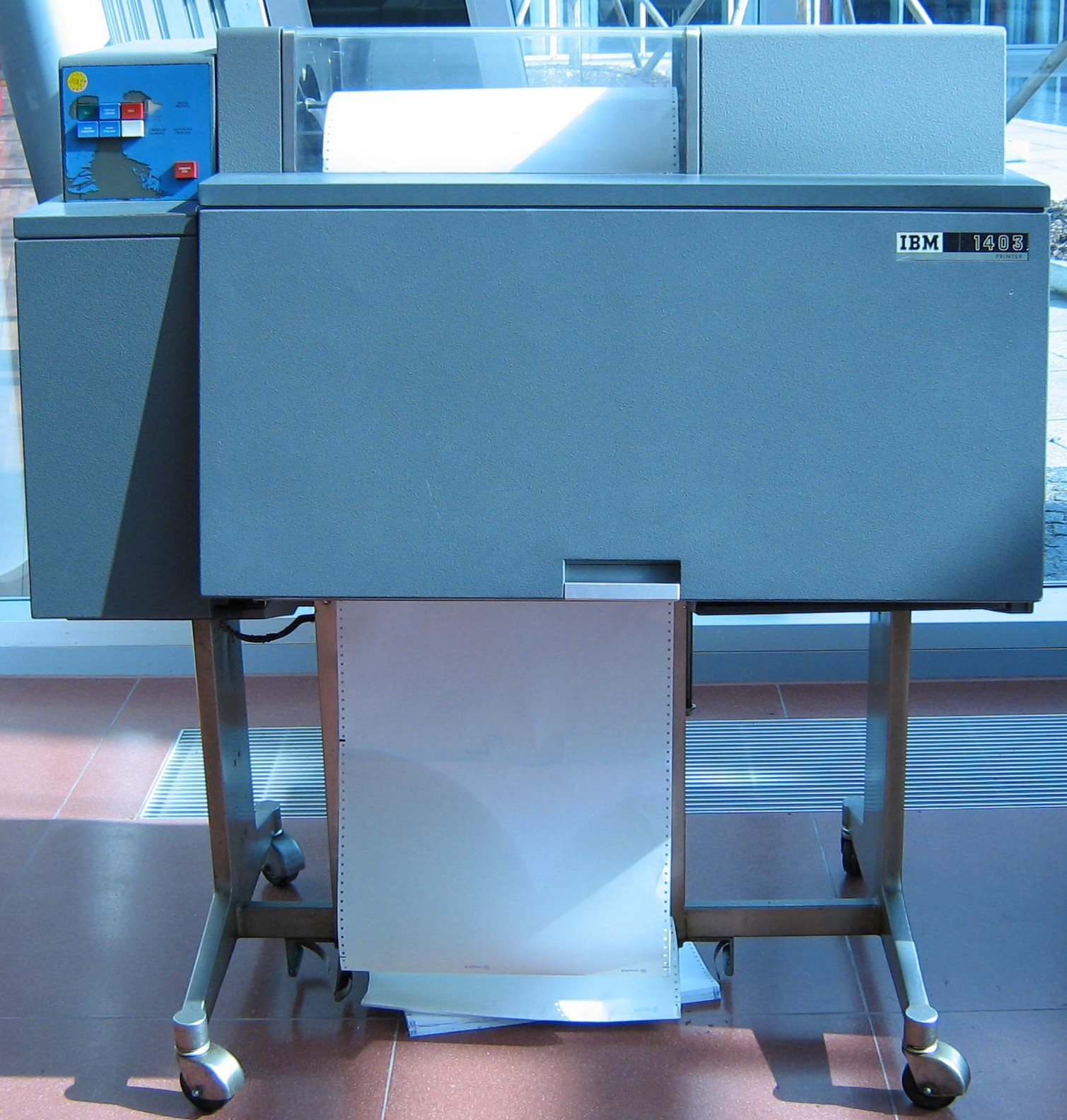
الطابعة التسلسلية آي بي إم 1403

- شملت أجهزة بطاقات التثقيب القارئ 2501 وقارئ/مثقّب البطاقات 2540. كانت معظم أنظمة نظام/360 تحتوي على وحدة 2540. أما الجهاز 2560 MFCM (آلة بطاقات متعددة الوظائف) التي تقوم بالقراءة والفرز والتثقيب، فقد كانت مخصصة لطراز Model 20 فقط، وكانت سيئة السمعة بسبب مشاكلها المستمرة في الاعتمادية، ما أكسبها ألقابًا ساخرة من نوع "آكلة البطاقات" أو "آلة البطاقات المعطلة".
- كانت الطابعات التسلسلية تشمل آي بي إم 1403 والطابعة الأبطأ آي بي إم 1443.
- تم تقديم قارئ الشريط الورقي آي بي إم 2671 في عام 1964، وكانت سرعته المقدرة 1000 حرف في الثانية. كما وُفرت قارئات ومثقّبات الشريط الورقي من عصر سابق فقط كطلبات تسعير خاصة. وكان من بين هذه الأجهزة القارئ 1054 والمثقّب 1055، اللذان تم نقلهما من نظام IBM 1050 للمعالجة عن بعد (كما هو الحال مع آلة الكتابة في وحدة التحكم 1052). جميع هذه الأجهزة كانت تعمل بسرعة قصوى تبلغ 15.5 حرف في الثانية. كما كان من الممكن الحصول على مثقّب الشريط الورقي من نظام آي بي إم 1080 ضمن طلبات تسعير خاصة، لكنه كان مكلفًا للغاية.
- توفرت أجهزة تعرف الحروف البصرية مثل 1287 ولاحقًا 1288 لأنظمة 360. كان بإمكان جهاز 1287 قراءة الأرقام اليدوية وبعض خطوط OCR وأشرطة OCR الورقية الخاصة بآلات تسجيل النقد. أما جهاز 1288 "قارئ الصفحات"، فكان يستطيع التعامل مع صفحات مطبوعة بخط OCR تصل إلى الحجم القانوني، بالإضافة إلى الأرقام المكتوبة يدويًا. كانت كلا الجهازين يعتمدان على مبدأ المسح بـ"البقعة الطائرة"، باستخدام شاشة CRT كبيرة تقوم بالمسح النقطي، ويتم التقاط التغييرات في الكثافة الضوئية المنعكسة بواسطة أنبوب مضاعف للضوء عالي الكسب.
- تم توفير تقنية تعرف الحروف الممغنطة من خلال أجهزة فرز الشيكات آي بي إم 1412 و1419، مع طباعة بالحبر الممغنط (لأغراض دفاتر الشيكات) باستخدام طابعات 1445 (وهي نسخة معدلة من الطابعة 1443 تستخدم شريط MICR). وكانت أجهزة 1412/1419 و1445 تُستخدم بشكل أساسي في المؤسسات المصرفية.

## الآلات المتبقية
رغم أنه تم بيع أو تأجير عدد هائل من حواسيب نظام/360 في عصرها باعتبارها من فئة حاسوب مركزي، إلا أن عددًا قليلاً فقط من هذه الحواسيب لا يزال موجودًا اليوم—وغالبًا كقطع غير عاملة في ملكية متاحف أو هواة جمع. من الأمثلة على الأنظمة المتبقية:
- يعرض متحف تاريخ الحاسوب في ماونت فيو جهاز آي بي إم غير عامل، وكذلك متحف النقل والتكنولوجيا في أوكلاند، نيوزيلندا، والجامعة التقنية في فيينا في النمسا.
- يحتفظ نادي الحوسبة بجامعة أستراليا الغربية بجهاز آي بي إم نظام/360 كامل في المخزن.[58]
- يضم متحف KCG للحوسبة التابع لمدرسة كيوتو الأولى لتعليم الحوسبة في اليابان، جهاز آي بي إم نظام/360 نموذج 40 معروضًا للجمهور.[59]
- تم العثور على معالجي النموذج 20 مع عدد كبير من الوحدات الطرفية (مكونين على الأقل نظامًا كاملًا) في مدينة نورنبرغ، ألمانيا، حيث تم شراؤهم عبر إيباي في أبريل/مايو 2019 بمبلغ 3710 يورو من قبل اثنين من الهواة البريطانيين. على مدار عدة أشهر، قاما بنقل النظام إلى كريسلو بارك في باكينغهامشير، المملكة المتحدة. وُجد النظام داخل مبنى مهجور لم يُمس لعقود، ويبدو أنه كان مستخدمًا هناك، إذ كانت جميع الوحدات الطرفية ما تزال موصولة ومتصلة بشكل كامل.[60] واعتبارًا من سبتمبر 2024، تم نقل هذه الأجهزة ضمن إعارة طويلة الأمد إلى متحف نظام مصدر الحاسوب في هانت فالي، ماريلاند، الولايات المتحدة، للعرض والترميم.[61]
- يحتوي متحف أجهزة الكمبيوتر الحية: المتحف والمختبرات على جهاز نظام/360 النموذج 30 عامل.

قائمة متجددة بأنظمة نظام/360 المتبقية والتي تتجاوز مجرد "لوحات أمامية" متوفرة على الجرد العالمي لوحدات المعالجة المركزية المتبقية من نظام/360.

## معرض صور
يعرض هذا المعرض وحدة تشغيل الحاسوب، والتي تحتوي على مصابيح سجل المعالج، ومفاتيح التحكم (في منتصف الصور)، ومفتاح "السحب في حالات الطوارئ" (في أعلى يمين الصور) لمختلف الطرازات.

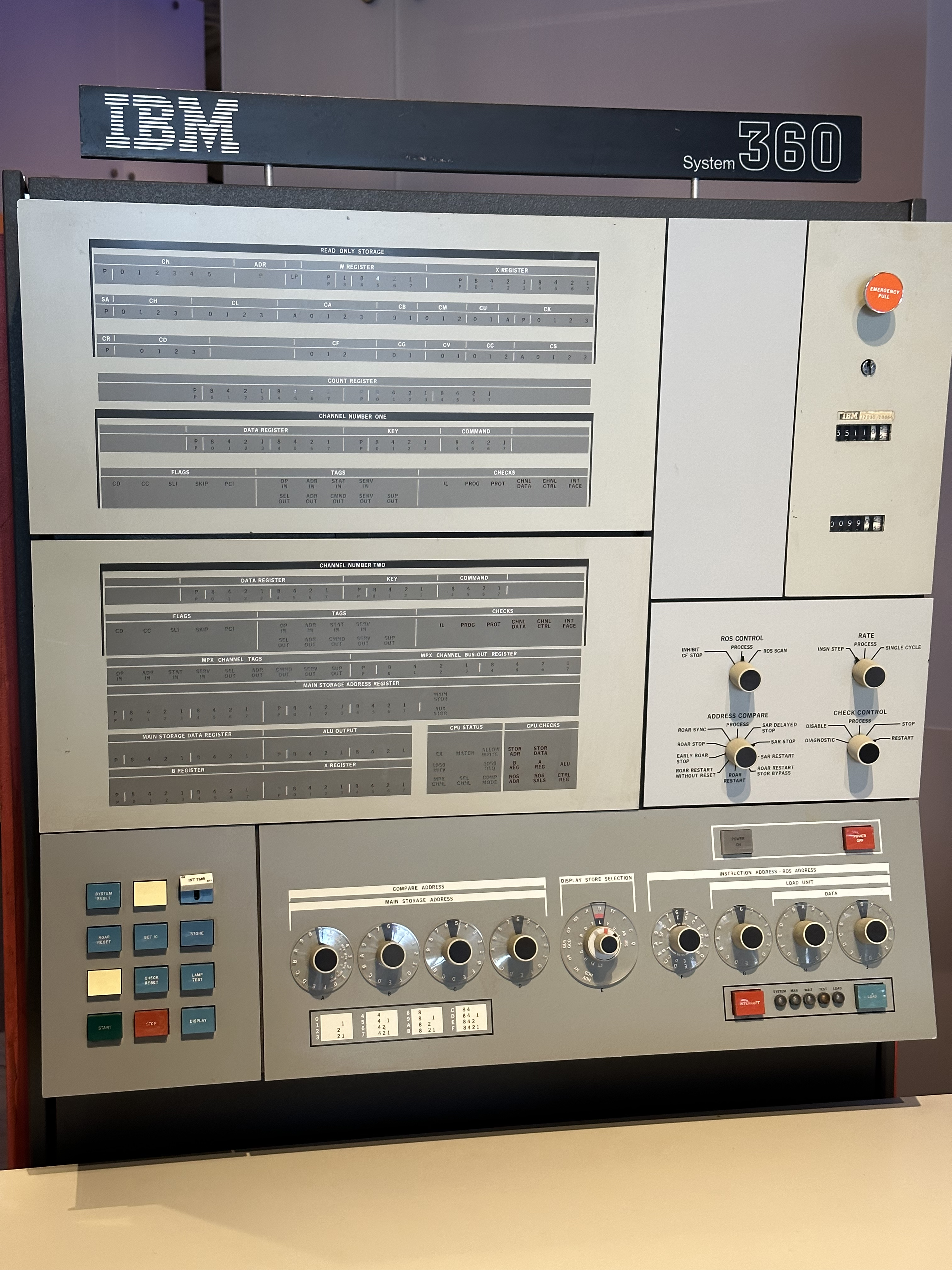
طراز 30
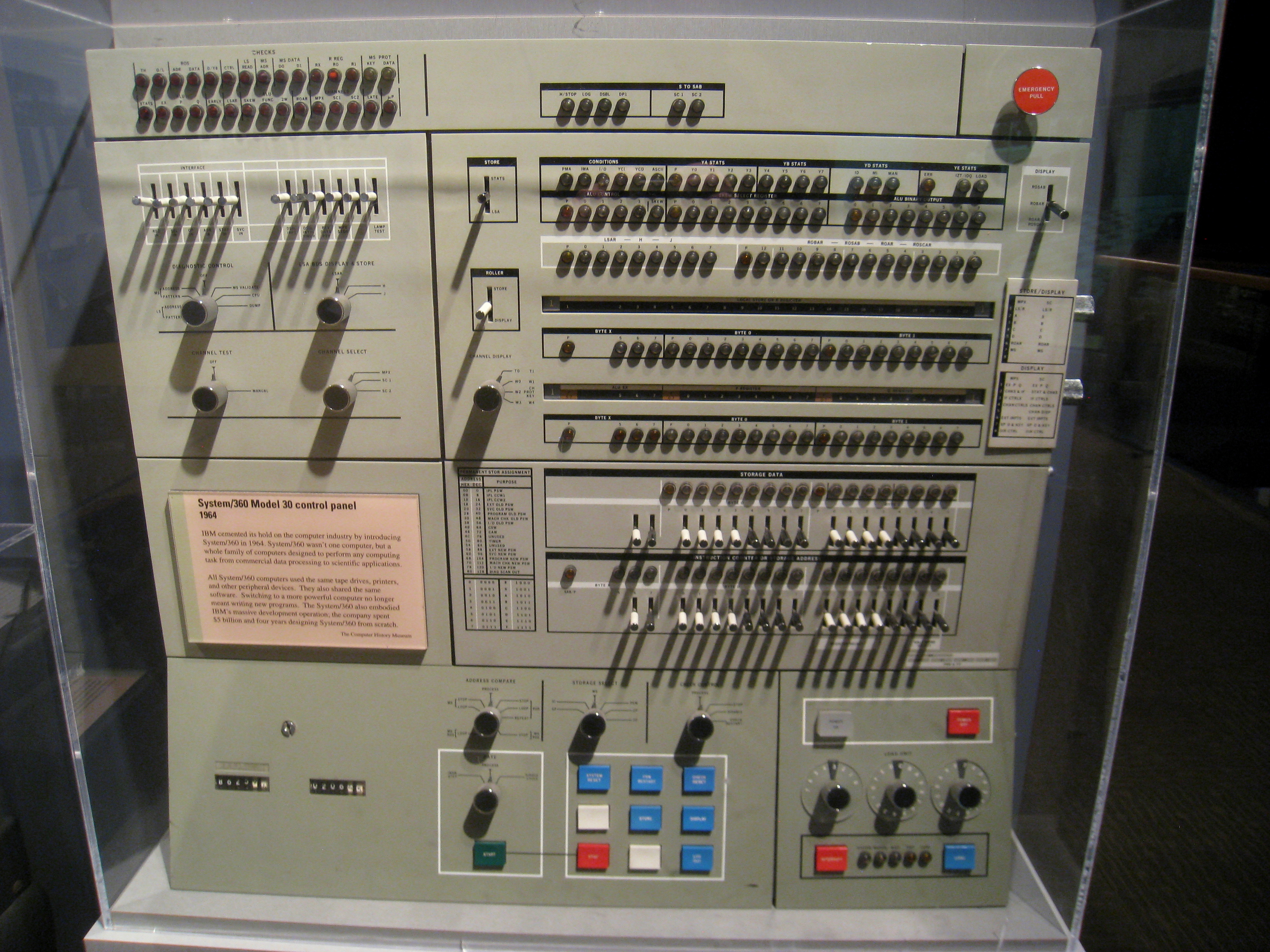
طراز 40
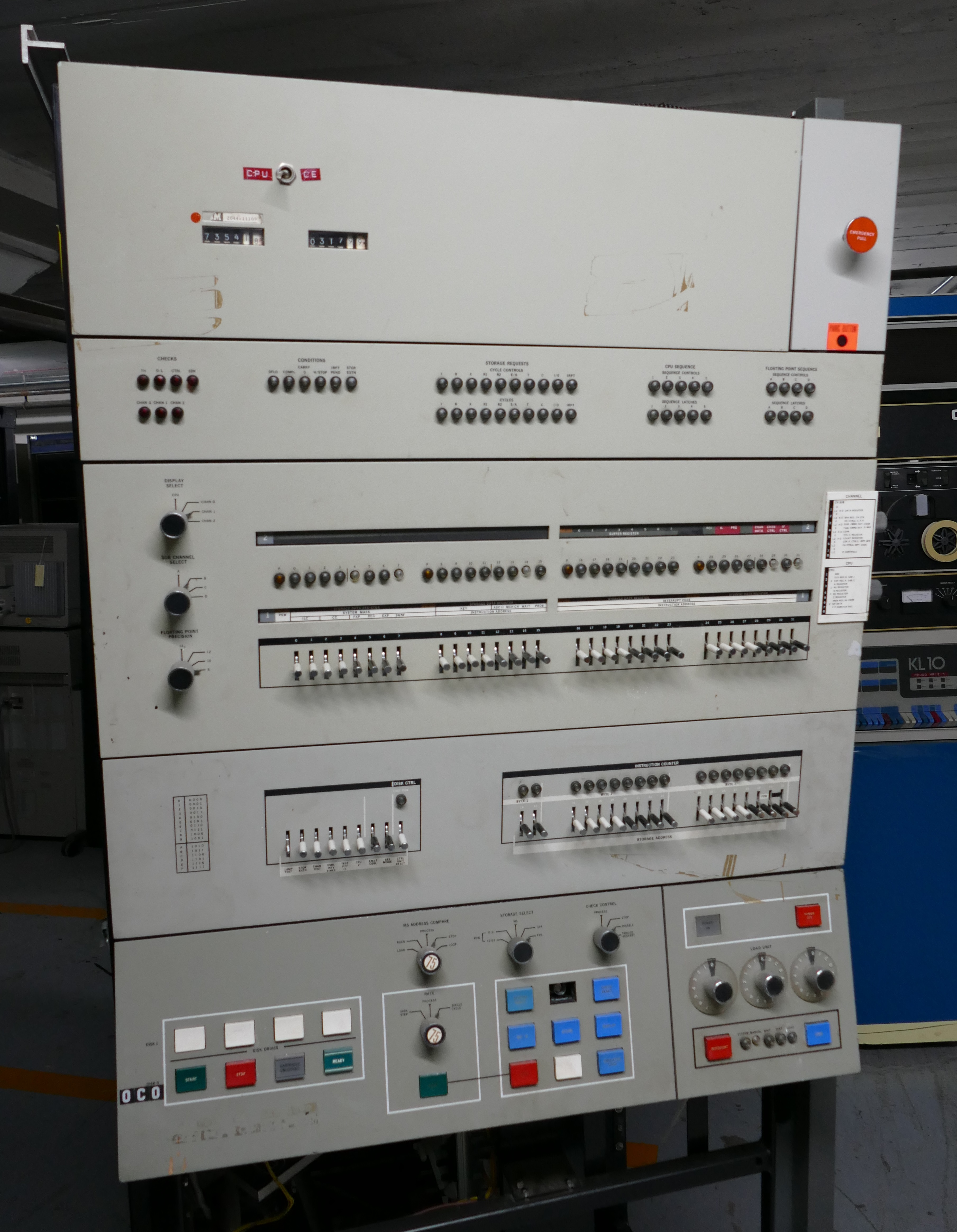
طراز 44
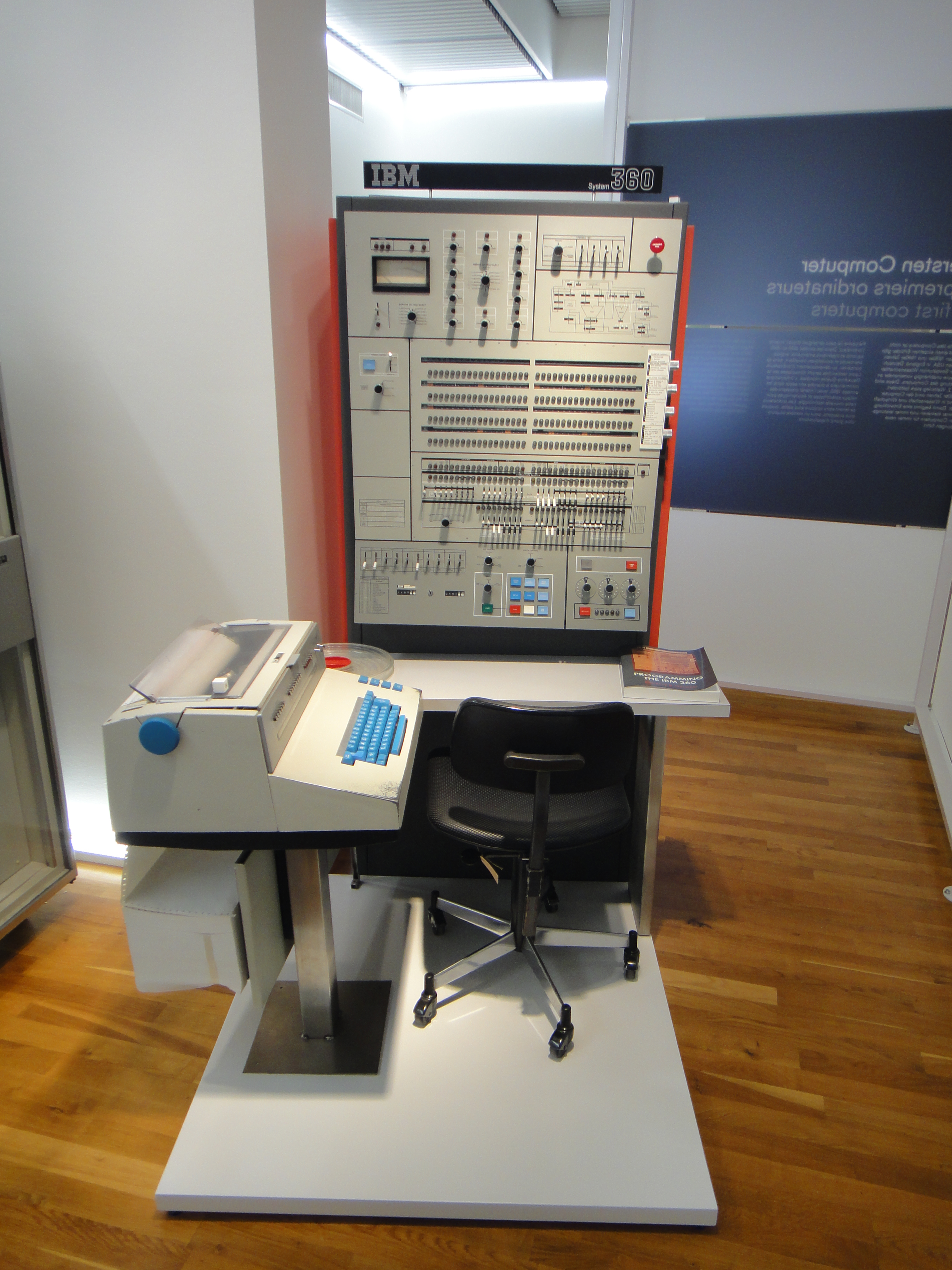
طراز 50
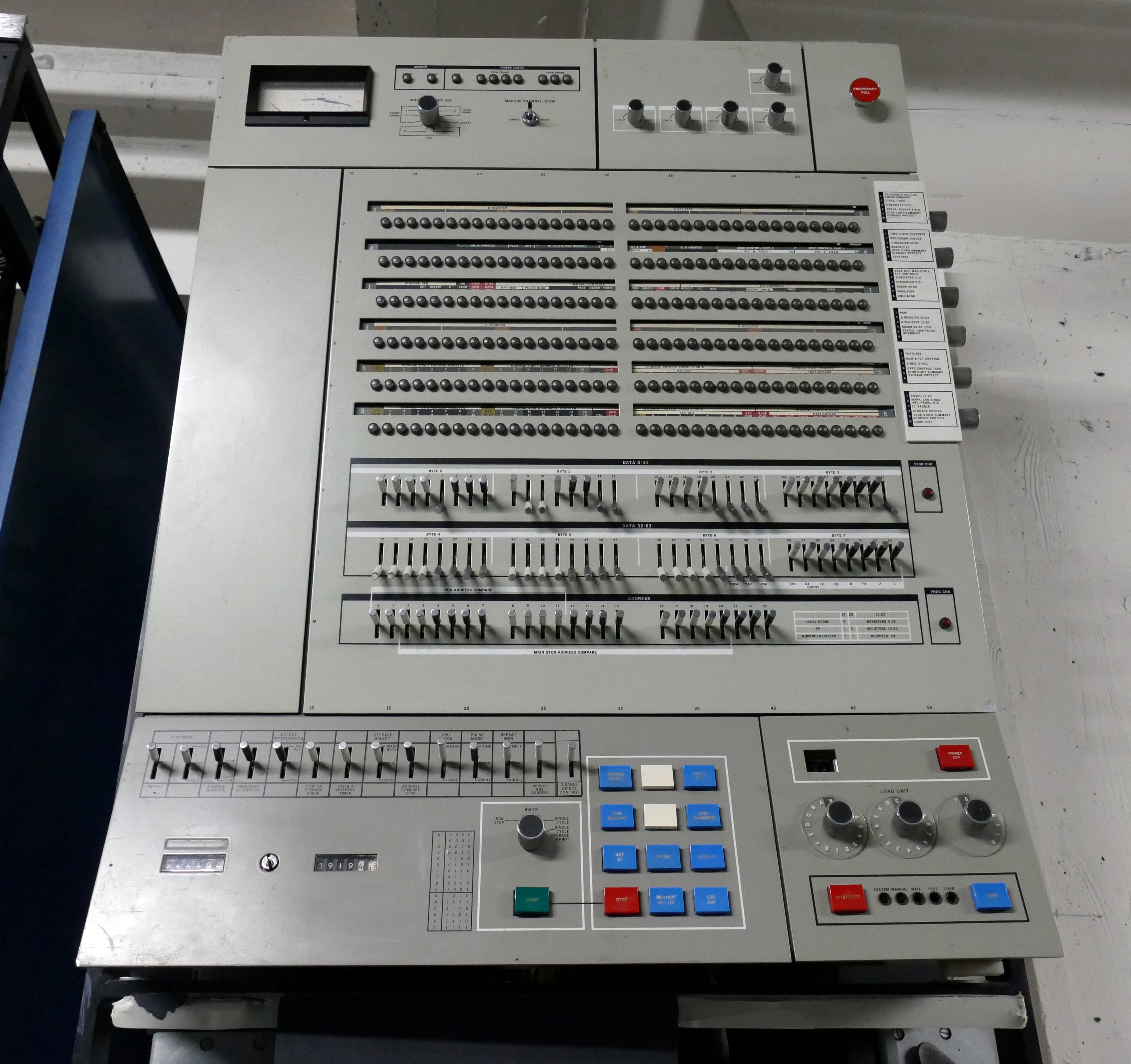
طراز 65
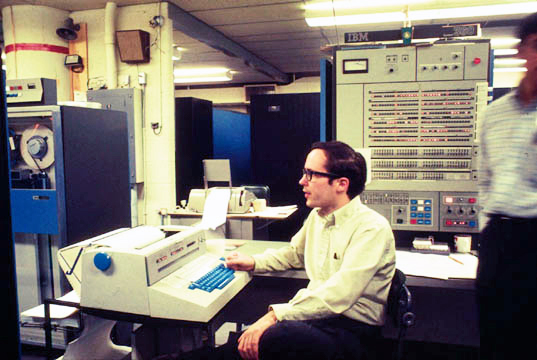
طراز 67
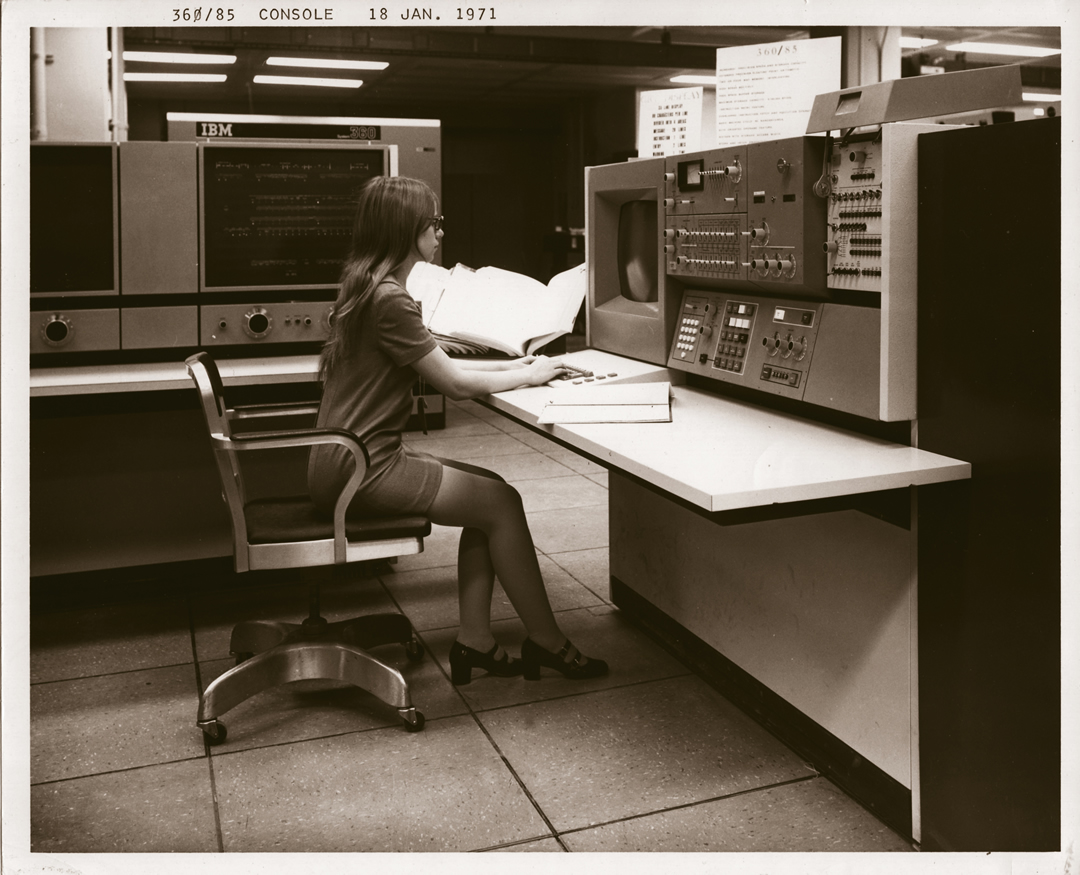
طراز 85
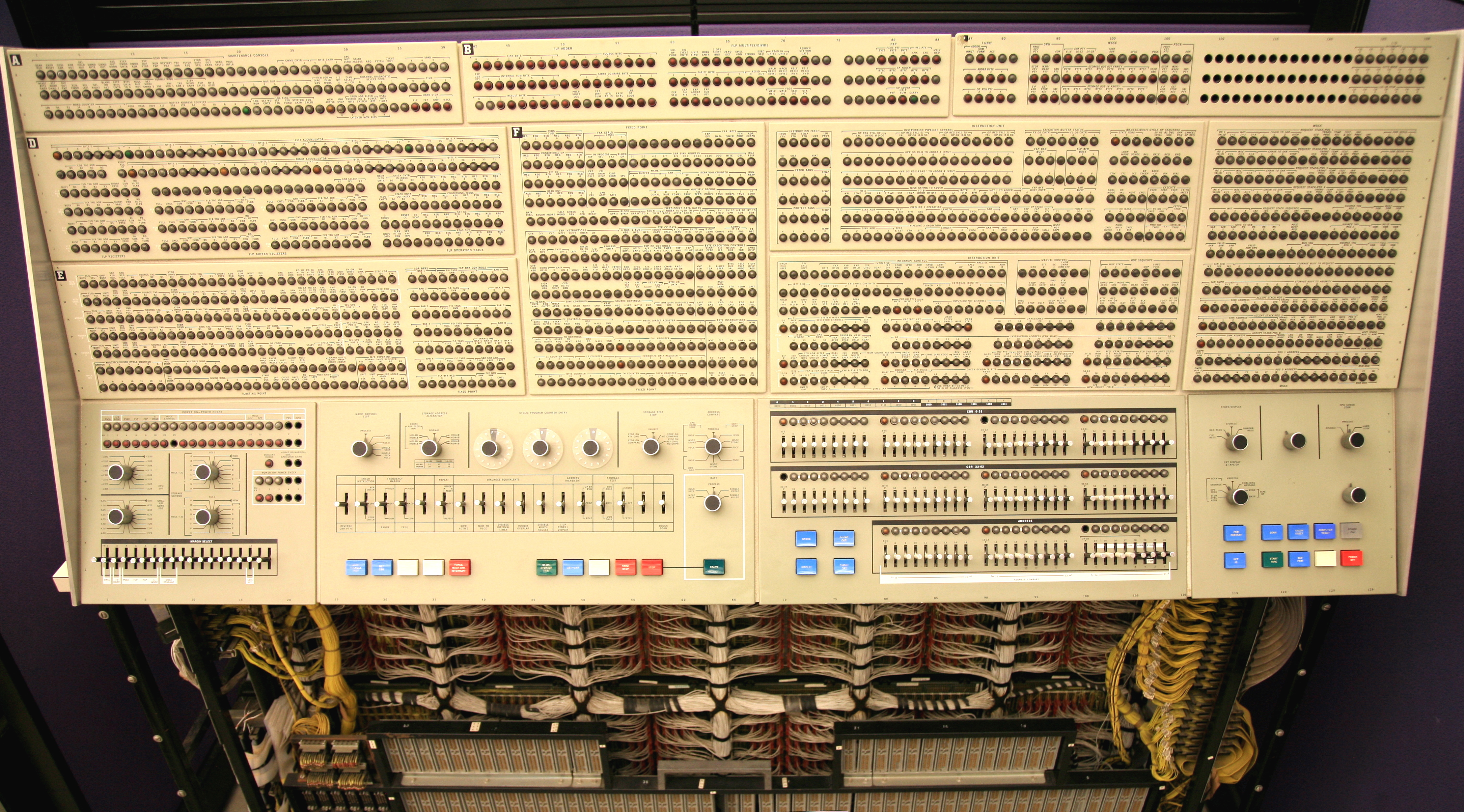
طراز 91

## روابط خارجية
- "Scanned manuals of IBM System/360". bitsavers.org. مؤرشف من الأصل في 2025-06-05.
- نظام آي بي إم 360 System Summary 11th edition August 1969
- IBM's announcement of the System/360 على موقع واي باك مشين (نسخة محفوظة 2005-01-14)
- Dates of announcement, first ship and withdrawal of all models of the IBM System/360 على موقع واي باك مشين (نسخة محفوظة 2005-01-16)
- Generations of the IBM 360/370/3090/390 by Lars Poulsen with multiple links and references
- Description of a large نظام آي بي إم 360 model 75 installation at JPL
- "The Beginning of I.T. Civilization – IBM's System/360 Mainframe" by Mike Kahn على موقع واي باك مشين (نسخة محفوظة 2020-08-01)
- Illustrations from “Introduction to IBM Data Processing Systems”, 1968: contains photographs of نظام آي بي إم 360 computers and peripherals
- IBM System 360 RPG Debugging Template and Keypunch Card
- Video of a two-hour lecture and panel discussion entitled The نظام آي بي إم 360 Revolution, from the متحف تاريخ الحاسوب on 2004-04-07
- Original vintage film from 1964 نظام آي بي إم 360 Computer History Archives Project
- Several photos of a dual processor آي بي إم at the جامعة ميشيغان's academic Computing Center in the late 1960s or early 1970s are included in ديفيد ميلز article describing the Michigan Terminal System (MTS)
- Pictures نسخة محفوظة 2011-07-16 على موقع واي باك مشين. of an آي بي إم at Newcastle (UK) University
- Pugh، Emerson W. (1984). Memories That Shaped an Industry: Decisions Leading to IBM System/360. MIT. ISBN:0-262-16094-3.
- "The IBM System/360". Computers and Automation. See also Microelectronic Circuitry of the IBM System/360, p. 37: 32–34, 36-36A, 36D, 40. مايو 1964.{{استشهاد بدورية محكمة}}:  صيانة الاستشهاد: آخرون (link)
- "Computers and Data Processors, North America: 2. International Business Machines Corporation, IBM System 360, White Plains, New York 10601". Digital Computer Newsletter (بالإنجليزية). 16 (4): 4–12. Oct 1964. Archived from the original on 2018-06-03.
- Amdahl، G. M.؛ Blaauw، G. A.؛ Brooks، F. P. (1964). "Architecture of the IBM System/360". IBM Journal of Research and Development. ج. 8 ع. 2: 87–101. DOI:10.1147/rd.82.0087.
- Davis، E. M.؛ Harding، W. E.؛ Schwartz، R. S.؛ Corning، J. J. (1964). "Solid Logic Technology: Versatile, High-Performance Microelectronics". IBM Journal of Research and Development. ج. 8 ع. 2: 102–114. DOI:10.1147/rd.82.0102. S2CID:13288023.
- Blaauw، G. A.؛ Brooks، F. P. (1964). "The structure of System/360: Part I—Outline of the logical structure". IBM Systems Journal. ج. 3 ع. 2: 119–135. DOI:10.1147/sj.32.0118.
- Stevens، W. Y. (1964). "The structure of System/360, Part II: System implementations". IBM Systems Journal. ج. 3 ع. 2: 136–143. DOI:10.1147/sj.32.0136.
- Amdahl، G. M. (1964). "The structure of System/360, Part III: Processing unit design considerations". IBM Systems Journal. ج. 3 ع. 2: 144–164. DOI:10.1147/sj.32.0144.
- Padegs، A. (1964). "The structure of System/360, Part IV: Channel design considerations". IBM Systems Journal. ج. 3 ع. 2: 165–179. DOI:10.1147/sj.32.0165.
- Blaauw، G. A. (1964). "The structure of System/360, Part V: Multisystem organization". IBM Systems Journal. ج. 3 ع. 2: 181–195. DOI:10.1147/sj.32.0181.
- Tucker، S. G. (1967). "Microprogram control for System/360". IBM Systems Journal. ج. 6 ع. 4: 222–241. DOI:10.1147/sj.64.0222.